# 松本清张
松本清张（日语：／ Matsumoto Seichō，1909年12月21日—1992年8月4日），日本作家。其作品的特点是用推理小说的方法，探索追究犯罪的社会根源，揭露社会的矛盾和恶习，反映人们潜在矛盾和苦恼。他的创作打破了早年日本侦探小说界本格派和變格派的固定模式，开创了社会派推理小说领域。其作品开创了日本犯罪小说一个新的传统，虽然情节往往落于通俗，但将着眼点落于人的心理和日常的生活元素。于是的作品往往反映了一个更广泛的社会背景，并扩大了战后的虚无主义的范围。
松本清张的侦探小说巩固了作为一名作家的的声誉。除了侦探小说外，也有部分历史小说和非虛構作品，表明对现代日本历史，古代历史也有相当的研究。
于1950年发表的的处女作《西乡钞》获得直木奖提名。曾于1952年被授予芥川龍之介獎，1970年被授予菊池寬獎，以及1957年的日本推理作家协会奖。此外在1963年至1971年间主持日本推理作家協會总裁一职。
常與柯南·道爾、阿加莎·克里斯蒂一同被譽為「世界推理小说三巨匠」。

## 生平

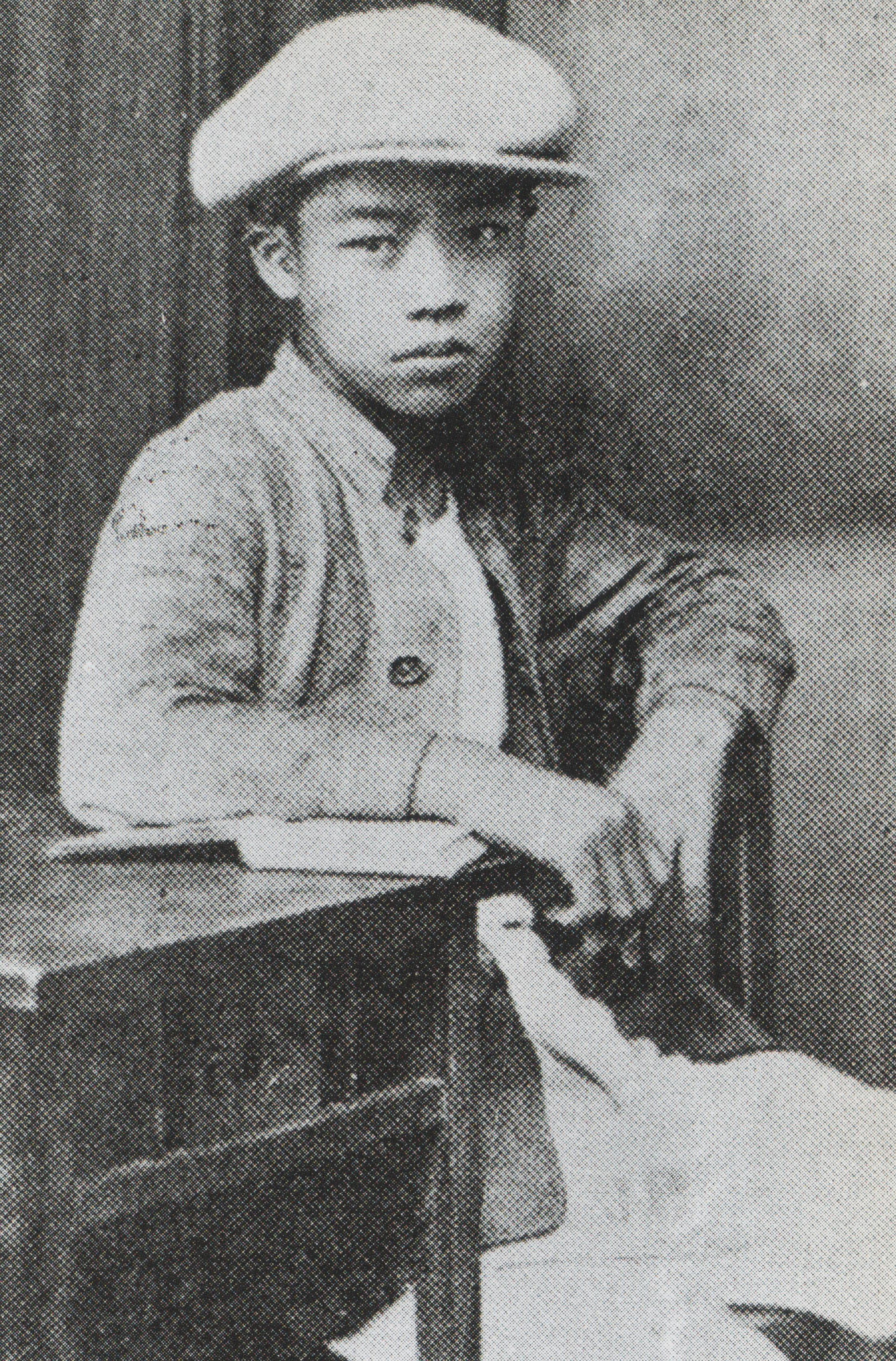
松本清張在電器公司工作的時期（攝於1925年）。

1909年，松本清張出生於日本福岡縣北九州市小倉北區的一個貧困家庭中，兩個姐姐都很早去世，使之成為家中獨子。
青年時期的松本清張在一家電器公司工作，但後來因公司倒閉而失業，使不得不販賣年糕維持生活。1928年改至印刷廠當學徒。之後又到《朝日新聞》的福岡分社工作，但工作因二戰到來而中斷，松本清張加入軍隊，被派往朝鮮。
戰後的1950年，《朝日新聞》舉辦了一場小說比賽，松本清張藉機發表了的处女作《西乡钞》，終獲得比賽第三名及獎金十萬元。1952年的小說《某〈小倉日記〉傳》則獲得了第二十八屆芥川獎。
1957年，松本清張的第一部推理小說《點與線》連載於《旅途雜誌》，並於次年與另一部作品《眼之壁》正式出版，均獲得了成功，兩本書在三個月內售出近五十萬冊。自此之後的四十多年內，松本清張又連接推出了多部推理小說，甚一度曾同時為15家報刊雜誌創作，共完成了近八百部的作品。當時候松本清張曾讓各報刊的編輯們在其住所一樓等候，自己則在二樓寫作，寫完之後便用籃子把稿子吊下來交給眾編輯拿去排印。
1992年4月20日，松本清張因腦出血住進東京女子醫科大學醫院，手術成功；但同年7月症狀惡化才確診肝細胞癌，該年8月4日去世，享壽82歲。身後葬於東京都八王子市大善寺旁的富士見台靈園，戒名「清閑院釋文張」。

## 家系
```
　　　　
　　　　　　　　　　　　　　松本米吉（鳥取縣米子市）
　　　　　　　　　　　　　　　　↑
　　　　　　　　　　　　　　　　↑（養子）　　　　
　　　　　　　　　　　　　　　　↑　　　　
　　　　　　田中雄三郎　┏━━峯太郎（→廣島縣廣島市）　　　　
　（鳥取縣日南町）┃　　┃　　　┃
　　　　　　　　　┣━━┫　　　┃
　　　　　　　　　┃　　┃　　　┣━━━━━━━清張
　　　　　　　　阿豐（とよ）　　┃　　阿谷（タニ）
　　　　　　　　　　　　┃　　　　　　　　　　　　　
　　　　　　　　　　　　┗━━嘉三郎（→東京都杉並区荻窪）　
　　　　　　　　　　　　　　　　┃
　　　　　　　　　　　　　　　　┃
　　　　　　　　　　　　　　璃羽（りう）

```

## 作品

### 全集
- 松本清張全集（共66卷、文藝春秋出版）
- 松本清張短篇全集（全11卷、河童小說·光文社文庫出版）

### 小說

#### 現代小說與推理小說（長篇）
| 題目                                             | 出版年        | 出版社                                                          | 連載                                                       | 備註                                              |
| ------------------------------------------------ | ------------- | --------------------------------------------------------------- | ---------------------------------------------------------- | ------------------------------------------------- |
| 點與線                                           | 1958年        | 光文社 河童小說 新潮文庫 文春文庫 松本清張小説選集 松本清張全集 | 旅 1957.2 - 1958.1                                         |                                                   |
| 眼之壁                                           | 1958年        | 光文社 新潮文庫 松本清張小説選集 松本清張全集                   | 週刊讀賣 1957.4.14 - 12.29                                 |                                                   |
| 蒼白的描點                                       | 1959年        | 光文社 新潮文庫                                                 | 週刊明星 1958.7.27 - 1959.8.30                             |                                                   |
| 小說帝銀事件                                     | 1959年        | 文藝春秋新社 角川文庫 松本清張全集                              | 文藝春秋 1959.5 - 7                                        | 第16屆文藝春秋讀者獎得獎作品                      |
| 零之焦點                                         | 1959年        | 河童小說 新潮文庫 松本清張小説選集 松本清張全集                 | 太陽 1958.1 - 2 宝石 1958.3 - 1960.1                       | 太陽連載時題為「虚線」 宝石連載時改題「零之焦点」 |
| 黑色樹海                                         | 1960年        | 講談社 河童小說 講談社文庫                                      | 婦人俱樂部 1958.10 - 1960.6                                |                                                   |
| 波之塔                                           | 1960年        | 河童小說 文春文庫 松本清張小説選集 松本清張全集                 | 女性自身 1959.5.29 - 1960.6.15                             |                                                   |
| 歪曲的複寫                                       | 1961年        | 新潮社 河童小說 新潮文庫 松本清張小説選集 松本清張全集          | 小說新潮 1959.6 - 1960.12                                  |                                                   |
| 霧之旗                                           | 1961年        | 中央公論社 新潮文庫 角川文庫 松本清張小説選集 松本清張全集      | 婦人公論 1959.7 - 1960.3                                   |                                                   |
| 影之地帶                                         | 1961年        | 河童小說 新潮文庫                                               | 河北新報等 1959.5.20 - 1960.6.1                            |                                                   |
| 黄色風土                                         | 1961年        | 講談社 河童小說 講談社文庫                                      | 北海道新聞夕刊等 1959.5.22 - 1960.8.7                      | 旧題「黑色風土」                                  |
| 思考的樹葉                                       | 1961年        | 角川書店 河童小說 角川文庫 光文社文庫                           | 週刊讀賣 1960.4.3 - 1961.2.19                              |                                                   |
| 砂之器                                           | 1961年        | 河童小說 新潮文庫 松本清張小説選集 松本清張全集                 | 讀賣新聞夕刊 1960.5.17 - 1961.4.20                         |                                                   |
| 壞人們                                           | 1961年        | 新潮社 新潮文庫 松本清張全集                                    | 週刊新潮 1960.1.11 - 1961.6.5                              |                                                   |
| 黑色福音                                         | 1961年        | 中央公論社 新潮文庫 角川文庫 松本清張全集                       | 週刊公論1959.11.3 - 1960.5.7                               | 『希區柯克雜誌』年間第1名                         |
| 高校殺人事件                                     | 1961年        | 河童小說 文春文庫 光文社文庫                                    | 高校上級Course 1959.11 - 1960.3 高校Course 1960.4 - 1961.3 | 旧題「紅月亮」                                    |
| 球形的荒野                                       | 1962年        | 文藝春秋新社 文春文庫 松本清張小説選集 松本清張全集             | All讀物 1960.1 - 1961.12                                   |                                                   |
| 風的視線                                         | 1962年        | 河童小說 文春文庫 光文社文庫                                    | 女性自身 1961.1.3 - 12.18                                  |                                                   |
| 不安的演奏                                       | 1962年        | 口袋文春 河童小說 文春文庫 松本清張全集                         | 週刊文春 1961.3.13 - 12.25                                 |                                                   |
| 深層海流                                         | 1962年        | 文藝春秋新社 松本清張全集                                       | 文藝春秋 1961.1 - 12                                       | 日本新聞人會議獎得獎作品                          |
| 時間的習俗                                       | 1962年        | 河童小說 新潮文庫 松本清張小説選集 松本清張全集                 | 旅 1961.5 - 1962.11                                        | 『希區柯克雜誌』年間第3名                         |
| 連環                                             | 1962年        | 講談社 講談社Roman Books 講談社文庫 松本清張全集                | 日本 1961.1 - 1962.10                                      |                                                   |
| 落差                                             | 1963年        | 文藝春秋新社 角川文庫 講談社文庫 松本清張全集                   | 讀賣新聞 1961.11.12 - 1962.11.21                           |                                                   |
| 水之火焰                                         | 1963年        | 河童小說 角川文庫                                               | 女性自身 1962.1.1 - 12.17                                  |                                                   |
| 神與野獸之日                                     | 1963年        | 河童小說 角川文庫 講談社文庫                                    | 女性自身 1963.2.18 - 6.24                                  |                                                   |
| 彩霧                                             | 1964年        | 口袋文春 河童小說 文春文庫 光文社文庫 松本清張全集              | All讀物 1963.1 - 12                                        |                                                   |
| 野獸之道                                         | 1964年        | 新潮社 河童小說 新潮文庫 松本清張全集                           | 週刊新潮 1962.1.8 - 1963.12.30                             |                                                   |
| 沒有花與果實的森林                               | 1964年        | 河童小說 文春文庫 光文社文庫                                    | 婦人画報 1962.9 - 63.8                                     | 旧題「黄色森林」                                  |
| 北方詩人                                         | 1964年        | 中央公論社 河童小說 角川文庫 松本清張全集                       | 中央公論 1962.1 - 1963.5                                   |                                                   |
| 山峡之章                                         | 1965年        | 河童小說 角川文庫 光文社文庫                                    | 主婦之友 1960.6 - 1961.12                                  | 旧題「冰之燈火」                                  |
| 草之陰刻                                         | 1965年        | 講談社 講談社Roman Books 講談社文庫 松本清張全集                | 讀賣新聞 1964.5.16 - 1965.5.22                             |                                                   |
| 溺水峽谷                                         | 1966年        | 新潮社 河童小說 新潮文庫 光文社文庫                             | 小說新潮 1964.1 - 1965.2                                   |                                                   |
| 褪色的禮服                                       | 1966年        | 河童小說 新潮文庫                                               | Sunday毎日 1961.1.1 - 1962.3.25                            |                                                   |
| 半生記                                           | 1966年        | 河出書房新社 新潮文庫 松本清張全集                              | 文藝 1963.8 - 1965.1                                       | 旧題「回想的自叙傳」                              |
| 花冰                                             | 1966年        | 講談社 講談社Roman Books 講談社文庫 光文社文庫                  | 小說現代 1965.1 - 1966.5                                   |                                                   |
| 荒漠之鹽                                         | 1967年        | 中央公論社 新潮文庫 松本清張小説選集 松本清張全集               | 婦人公論 1965.9 - 1966.11                                  | 第5回婦人公論讀者獎得獎作品                       |
| 蘆葦浮船                                         | 1967年        | 講談社 講談社Roman Books 角川文庫                               | 婦人俱樂部 1966.1 - 1967.4                                 |                                                   |
| 地之骨                                           | 1967年        | 新潮社 河童小說 新潮文庫 光文社文庫 松本清張全集                | 週刊新潮 1964.11.9 - 1966.6.11                             |                                                   |
| 二重葉脈                                         | 1967年        | 河童小說 角川文庫 光文社文庫                                    | 讀賣新聞 1966.3.11 - 1967.4.17                             |                                                   |
| D之複合                                          | 1968年        | 河童小說 新潮文庫 松本清張小説選集 松本清張全集                 | 宝石 1965.10 - 1968.3                                      |                                                   |
| 中央流沙                                         | 1968年        | 河出書房新社 中公文庫 講談社文庫 光文社文庫 松本清張全集        | 社会新報 1965.10 - 1966.11                                 |                                                   |
| 小說東京帝国大学                                 | 1969年        | 新潮社 新潮文庫 筑摩文庫 松本清張全集                           | Sunday毎日 1965.6.27 - 1966.10.23                          | 旧題「小說東京大学」                              |
| 人間水域                                         | 1970年        | Nonbooks 角川文庫                                               | Myhome 1961.12 - 1963.4                                    |                                                   |
| 強大的螞蟻                                       | 1971年        | 文藝春秋 河童小說 文春文庫 松本清張小説選集 松本清張全集        | 文藝春秋 1970.1 - 1971.3                                   |                                                   |
| 梅雨與西洋浴室                                   | 1971年        | 河童小說 文春文庫 光文社文庫 松本清張全集                       | 週刊朝日 1970.7.17 - 12.11                                 | 「黑色圖說」第6話                                 |
| 沒有問過的場所                                   | 1971年        | 河童小說 角川文庫 松本清張全集                                  | 週刊朝日 1970.12.18 - 1971.4.30                            | 「黑色圖說」第7話                                 |
| 遙遠的接近                                       | 1972年        | 河童小說 文春文庫 松本清張全集                                  | 週刊朝日 1971.8.6 - 1972.4.21                              | 「黑色圖說」第9話                                 |
| 喪失的儀禮                                       | 1972年        | 新潮社 新潮文庫 松本清張小説選集 松本清張全集                   | 小說新潮 1969.1 - 12                                       | 旧題「處女空間」                                  |
| 屈折回路·象的白色的脚·砂之審庭（松本清張全集22） | 1973年8月20日 | 松本清張全集 筑摩文庫                                           | 別册文藝春秋 1970.12 - 1971.9                              |                                                   |
| 風之氣息                                         | 1974年        | 朝日新聞社 文春文庫 小学館 松本清張全集                         | 赤旗 1972.2.15 - 1973.4.13                                 |                                                   |
| 不起訴                                           | 1974年        | 河童小說 文春文庫 光文社文庫 松本清張小説選集 松本清張全集      | 週刊朝日 1973.1.12 - 11.30                                 | 作為「黑色招呼」第1話連載                         |
| 象的白色的脚                                     | 1974年        | 文春文庫 河童小說 光文社文庫 松本清張全集                       | 別册文藝春秋 1969.8 - 1970.8                               | 旧題「象與螞蟻」                                  |
| 混声森林                                         | 1975年        | 角川書店 河童小說 角川文庫 光文社文庫                           | 信濃毎日新聞夕刊等 1967.8.25 - 1968.9.2                    |                                                   |
| 火之路                                           | 1975年        | 文藝春秋 河童小說 文春文庫 松本清張全集                         | 朝日新聞 1973.6.16 - 1974.10.13                            | 旧題「火之回路」                                  |
| 黑色回廊                                         | 1976年        | 文藝春秋 河童小說 文春文庫 光文社文庫                           | 松本清張全集月報 1971.4 - 1974.5                           |                                                   |
| 玻璃城                                           | 1976年        | 講談社 講談社文庫 松本清張小説選集 松本清張全集                 | 年輕女性 1962.1 - 1963.6                                   |                                                   |
| 被轉交的場面                                     | 1976年        | 新潮社 新潮文庫 松本清張小説選集 松本清張全集                   | 週刊新潮 1976.1.1 - 7.15                                   | 「禁忌的連歌」第1話                               |
| 象徴的設計                                       | 1976年        | 文藝春秋 文春文庫 松本清張全集                                  | 文藝 1962.3 - 1963.6                                       |                                                   |
| 棲息分佈                                         | 1977年        | 講談社 講談社文庫 文春文庫 松本清張全集                         | 週刊現代 1966.1.1 - 1967.2.16                              |                                                   |
| 屈折回路                                         | 1977年        | 文藝春秋 文春文庫 松本清張小説選集 松本清張全集                 | 文學界 1963.3 - 1965.2                                     |                                                   |
| 漩渦                                             | 1977年        | 日本經濟新聞社 新潮文庫 松本清張全集                            | 日本經濟新聞 1976.3.18 - 1977.1.8                          | 「黑色線刻畫」第2話                               |
| 風紋                                             | 1978年        | 講談社 講談社文庫 光文社文庫 松本清張小説選集 松本清張全集      | 現代 1967.1 - 1968.6                                       | 旧題「流動的結像」                                |
| 空城                                             | 1978年        | 文藝春秋 文春文庫 松本清張小説選集 松本清張全集                 | 文藝春秋 1978.1 - 8                                        |                                                   |
| 天才女畫家                                       | 1979年        | 新潮社 新潮文庫 松本清張全集                                    | 週刊新潮 1978.3.16 - 10.12                                 | 「禁忌的連歌」第3話                               |
| 雜草群落                                         | 1979年        | 河童小說 文春文庫 光文社文庫 松本清張全集                       | 東京新聞等 1965.6.18 - 1966.7.7                            | 旧題「風壓」                                      |
| 白與黑的革命                                     | 1979年        | 文藝春秋 文春文庫 小学館 松本清張全集                           | 文藝春秋 1979.6 - 12                                       |                                                   |
| 黑色皮革手冊                                     | 1980年        | 新潮社 新潮文庫 松本清張全集                                    | 週刊新潮 1978.11.16 - 1980.2.14                            | 「禁忌的連歌」第4話                               |
| 十万分之一的偶然                                 | 1981年        | 文藝春秋 文春文庫 松本清張全集                                  | 週刊文春 1980.3.20 - 1981.2.26                             | 週刊文春「傑作推理Best 10」年間第5位              |
| 地之手指                                         | 1981年        | 角川小說 角川文庫 光文社文庫                                    | 週刊產經 1962.1.8 - 12.31                                  |                                                   |
| 夜光的階梯                                       | 1981年        | 新潮社 新潮文庫 松本清張全集                                    | 週刊新潮 1969.5.10 - 1970.9.26                             | 旧題「玻璃鑰匙」                                  |
| 殺人行奧之細道                                   | 1982年        | 講談社小說 講談社文庫 光文社文庫                                | 年輕女性 1964.7.6 - 1965.8.23                              | 旧題「風之火焰」                                  |
| 死亡的發送                                       | 1982年        | 角川小說 角川文庫 中公文庫                                      | 週刊公論 1961.4.10 - 8.21 小說中央公論 1962.5、10、12      | 別題「乾涸的配色」                                |
| 湖底的光芒                                       | 1983年        | 講談社小說 講談社文庫 光文社文庫                                | 小說現代 1963.2 - 1964.5                                   | 旧題「石路」                                      |
| 彩色河流                                         | 1983年        | 文藝春秋 文春文庫 松本清張全集                                  | 週刊文春 1981.5.28 - 1983.3.10                             |                                                   |
| 迷走地圖                                         | 1983年        | 新潮社 新潮文庫 松本清張全集                                    | 朝日新聞 1982.2.8 - 1983.5.5                               |                                                   |
| 陰暗的旋舞                                       | 1983年        | 角川小說 角川文庫 光文社文庫                                    | 女性Seven 1963.5.5 - 10.23                                 |                                                   |
| 被塗亂的書                                       | 1984年        | 講談社小說 講談社文庫                                           | 婦人俱樂部 1962.1 - 1963.5                                 |                                                   |
| 網                                               | 1984年        | 光文社文庫                                                      | 日本經濟新聞 1975.3.9 - 1976.3.17                          | 「黑色線刻畫」第1話                               |
| 美麗的鬥爭                                       | 1984年        | 角川小說 角川文庫                                               | 京都新聞等 1962.1.11 - 10.4                                |                                                   |
| 熱手絹                                           | 1985年        | 講談社 講談社文庫 松本清張全集                                  | 小說現代 1972.2 - 1974.12 報知新聞 1983.8.15 - 1984.12.30  |                                                   |
| 幻華                                             | 1985年        | 文藝春秋 文春文庫                                               | All讀物 1983.2 - 1984.6                                    |                                                   |
| 紅色的白描                                       | 1985年        | 中公文庫 角川文庫 光文社文庫                                    | Mademoiselle 1961.7 - 1962.12                              |                                                   |
| 聖獸配列                                         | 1986年        | 新潮社 新潮文庫 文春文庫 松本清張全集                           | 週刊新潮 1983.9.1 - 1985.9.19                              |                                                   |
| 暗血的旋舞                                       | 1987年        | 日本放送出版協会 文春文庫 松本清張全集                          | -                                                          | NHK特集「光子-兩個世紀末」的並行作品              |
| 霧中会議                                         | 1987年        | 文藝春秋 文春文庫 光文社文庫 松本清張全集                       | 讀賣新聞 1984.9.11 - 1986.9.20                             |                                                   |
| 数字風景                                         | 1987年        | 朝日新聞社 角川文庫 光文社文庫 松本清張全集                     | 週刊朝日 1986.3.7 - 1987.3.27                              | 「無歌的歌集」第1話                               |
| 黑色天空                                         | 1988年        | 朝日新聞社 角川文庫 松本清張全集                                | 週刊朝日 1987.8.7 - 1988.3.25                              | 「無歌的歌集」第2話                               |
| 狀況曲線                                         | 1988年        | 新潮社 新潮文庫                                                 | 週刊新潮 1976.7.29 - 1978.3.9                              | 「禁忌的連歌」第2話                               |
| 紅色冰河期                                       | 1989年        | 新潮社 新潮文庫 松本清張全集                                    | 週刊新潮 1988.1.7 - 1989.3.9                               | 旧題「紅色冰川-為蛾摩拉帶來死亡」                 |
| 詩城的旅人                                       | 1989年        | 日本放送出版協会 文春文庫 松本清張全集                          | 月刊Weeks 1988.1 - 1989.10                                 |                                                   |
| 一九五二年日航機「擊落」事件                     | 1992年        | 角川書店 角川文庫                                               | -                                                          | 「風之氣息」改稿 松本生前刊登的最後一部長篇作品   |
| 犯罪的回送                                       | 1992年        | 角川書店 角川文庫                                               | 小說新潮 1962.1 - 1963.1                                   | 旧題「對曲線」改稿 死後出版                       |
| 隠花平原                                         | 1993年        | 新潮社 新潮文庫                                                 | 週刊新潮 1967.1.7 - 1968.3.16                              | 死後出版                                          |
| 神之乱心                                         | 1997年        | 文藝春秋 文春文庫                                               | 週刊文春 1990.3.29 - 1992.5.21 →因病停止連載               | 絶筆，未完成                                      |

#### 短篇小說集
| 題目                                     | 收錄作品                                                                                                | 出版年         | 出版社                                                                         | 連載                                                                        | 備註 |
| ---------------------------------------- | --- | -------------- | ------------------------------------------------------------------------------ | --------------------------------------------------------------------------- | --- |
| 戰國権謀                                 | 某〈小倉日記〉傳 梟示抄 戰國權謀 啾啾吟 英雄愚心 菊枕                                                   | 1953年         | 文藝春秋新社 新潮文庫 角川文庫 光文社文庫                                      | 三田文学 1952.9 文藝春秋 1953.8 別册文藝春秋 1953.2、4、8                   | 以松本最初的單行本『某〈小倉日記〉傳』加以擴充，第28屆芥川獎得獎作品 |
| 請求惡魔的女人                           | 紅籤 青春的彷徨 火之記憶 恐嚇者 恋情 請求惡魔的女人                                                     | 1955年         | 鱒書房Cobalt新書 新潮文庫 角川文庫 光文社文庫                                  | All讀物 1954.3、9、1955.6 三田文学 1955.3 小說公園 1955.1                   | 均由現代小說構成的最初的短篇集 「青春的彷徨」旧題「死神」 「火之記憶」旧題「記憶」 「恐嚇者」旧題「脅嚇者」 「恋情」旧題「孤情」 「請求惡魔的女人」後改題為「距離的女囚」 |
| 臉                                       | 臉 殺意 為什麼打開「星圖」 反射 市長死了 蹲點                                                           | 1956年         | 講談社Roman Books 講談社文庫 新潮文庫 角川文庫 双葉文庫                        | 小說新潮1955.12、1956.4、8、9 週刊新潮 1956.8.20 別冊小說新潮 1956.10       | 第10屆日本偵探作家俱樂部獎得獎作品 |
| 風雪                                     | 断碑 石之骨 笛壺 菊枕 父系的手指 某〈小倉日記〉傳                                                       | 1956年         | 角川小說新書 角川文庫 新潮文庫 光文社文庫                                      | 文藝春秋 1953.8、1955.6 別册文藝春秋 1954.12、1955.10 新潮 1955.9           | 「断碑」旧題「風雪断碑」 |
| 森鷗外·松本清張集 （文藝推理小說選集１） | 臉 声 金庫 詩與電話 共犯者 火之記憶 鷗外的暗示                                                          | 1957年         | 文藝評論社 新潮文庫 角川文庫                                                   | All讀物 1956.8 小說新潮 1957.1 週刊讀賣 1956.11.18                          | 同時收錄森鷗外作品的短篇集 一併收錄隨筆「鷗外的暗示」 |
| 白色的陰暗                               | 白色的陰暗 等一年半 買地方報紙的女人 共犯 声                                                            | 1957年         | 角川小說新書 角川文庫 新潮文庫 光文社文庫                                      | 小說新潮 1957.4、8                                                          | 第二部推理短篇集 |
| 詐者的船板                               | 搜查範圍外的条件 有藍色的断層 發作 喪失 鬼畜 卡爾內阿德斯的船板                                         | 1957年         | 筑摩書房 新潮文庫 講談社文庫 光文社文庫                                        | 文學界 1957.8 別册文藝春秋 1957.4、8 All讀物 1955.11                        | 第三部推理短篇集 題目為「卡爾內阿德斯的船板」的別題 |
| 黑色背景的畫                             | 黑色背景的畫 某小官僚的抹殺 龜五郎犯罪誌 日光中宮祠事件 額頭與牙歯 上申書                               | 1958年         | 光文社 新潮文庫 講談社文庫                                                     | 新潮 1958.3、4 別册文藝春秋 1958.2                                          | |
| 危險斜面                                 | 危險斜面 二樓 卷首句的女人 失敗 拐帶行 投影                                                             | 1959年         | 東京創元社 文春文庫 新潮文庫                                                   | All讀物 1959.2 小說新潮 1958.7 講談俱樂部 1957.7                            | |
| 黑色畫集1                                | 遇難 坡道的房子                                                                                         | 1959年         | 光文社 新潮文庫 河童小說 松本清張全集                                          | 週刊朝日 1958.10.5 - 12.14 1959.1.4 - 4.19                                  | 「遇難」為「黑色畫集」第1話 「坡道的房子」為「黑色畫集」第3話 |
| 真贋的森林                               | 真贋的森林 上申書 剝製標本 愛與空白的共謀 空白的意圖                                                    | 1959年         | 中央公論社 中公文庫                                                            | 別册文藝春秋 1958.6 女性自身 1958.12.12                                     | |
| 紙之獠牙                                 | 紙之獠牙 過度支付的相親 箱根殉情 殉死傍觀                                                               | 1959年         | 東都書房 新潮文庫                                                              | 週刊新潮 1957.12.2                                                          | |
| 黑色畫集2                                | 繩子 越過天城 證言 寒流                                                                                 | 1959年         | 光文社 新潮文庫 河童小說 松本清張全集                                          | Sunday毎日特別号 1959.11 週刊朝日 1958.12.21 - 12.28 1959.6.14 - 11.29      | 「證言」為「黑色畫集」第2話 「繩子」為「黑色畫集」第5話 「寒流」為「黑色畫集」第6話                                                                                       |
| 黑色畫集3                                | 凶器 混濁的太陽 草                                                                                      | 1960年         | 光文社 新潮文庫 河童小說 松本清張全集                                          | 週刊朝日 1959.12.6 - 1960.6.19                                              | 「凶器」為「黑色畫集」第7話 「混濁的太陽」為「黑色畫集」第8話 「草」為「黑色畫集」第9話                                                                                   |
| 影之車                                   | 潜在光景 典雅的姊弟 万葉翡翠 買盆栽植物的女人 化淡妝的男人 確證 鄉村医師                                | 1961年         | 中央公論社 角川文庫 中公文庫 新潮文庫 光文社文庫 松本清張小說選集 松本清張全集 | 婦人公論 1961.1 - 7                                                         | |
| 車站路                                   | 車站路 誤差 部分 偶数 小旅館 失踪                                                                       | 1961年         | 文藝春秋新社 新潮文庫 松本清張小說選集 松本清張全集                            | Sunday毎日 1960.8.7                                                         | |
| 西鄉紙幣 (松本清張短篇全集1)             | 西郷札 車宿 某「小倉日記」傳 火之記憶 啾啾吟 戰國權謀 白梅香氣 殉死傍觀                                 | 1963年         | 河童小說 光文社文庫 新潮文庫 角川文庫                                          | 週刊朝日別冊 1951.3                                                         | |
| 有藍色的断層 (松本清張短篇全集2)         | 有藍色的断層 紅籤 權妻 梟示抄 酒井的刀傷 面貌 山師 特技                                                 | 1963年         | 河童小說 光文社文庫 新潮文庫                                                   | All讀物 1955.11                                                             | |
| 事故-別冊黑色畫集1                       | 事故 熱空氣                                                                                             | 1963年         | 口袋文春 文春文庫                                                              | 週刊文春 1962.12.31、1963.1.7 合併号 - 1963.7.8                             | 「事故」為「別冊黑色畫集」第1話 「熱空氣」為「別冊黑色畫集」第2話 |
| 眼之氣流                                 | 眼之氣流 暗線 婚禮 不安 影子                                                                            | 1963年         | 新潮社 新潮文庫 文春文庫                                                       | All讀物 1962.3                                                              | |
| 相模国愛甲郡中津村                       | 浮遊昆虫 閉鎖 皿倉学說 相模国愛甲郡中津村 振幅                                                          | 1964年         | 文藝春秋新社 文春文庫 角川文庫 松本清張全集                                    | 別册文藝春秋 1961.6、1963.6                                                 | |
| 絢爛的流離                               | 土俗玩具 小町鼓 百濟草 跑路 雨之二樓 夕陽之城 灯 車票 代筆 安全率 陰影 消滅                             | 1964年         | 中央公論社 文春文庫 松本清張小說選集 松本清張全集                              | 婦人公論 1963.1 - 12                                                        | 連作形式 |
| 陸行水行-別冊黑色畫集2                   | 形 陸行水行 睡平 断線                                                                                   | 1964年         | 口袋文春 文春文庫 新潮文庫 松本清張全集                                        | 週刊文春 1963.10.20 - 1964.4.20                                             | 「形」為「別冊黑色畫集」第4話 「陸行水行」為「別冊黑色畫集」第5話 「断線」為「別冊黑色畫集」第6話 「睡平」為「別冊黑色畫集」第7話                                         |
| 蹲點 (松本清張短篇全集3)                 | 蹲點 腹中的敵人 菊枕 断碑 石之骨 父系的手指 五十四万石的謊言 佐渡流人行                                 | 1964年         | 河童小說 光文社文庫 新潮文庫                                                   | 小說新潮 1955.12                                                            | |
| 殺意 (松本清張短篇全集4)                 | 殺意 白色的陰暗 蓆 箱根殉情 瑕疵 口譯 柳生一族 笛壺                                                     | 1964年         | 河童小說 光文社文庫 新潮文庫 角川文庫                                          | 面白俱樂部 1955.1新春增刊号 小說新潮 1956.4                                 | |
| 声 (松本清張短篇全集5)                   | 声 臉 恋情 榮落不測 尊嚴 陰謀将軍                                                                       | 1964年         | 河童小說 光文社文庫 新潮文庫 講談社文庫                                        | 小說公園 1956.10、11                                                        | |
| 青春的彷徨 (松本清張短篇全集6)           | 喪失 市長死了 青春的彷徨 脆弱 一人武将 搜查範圍外的条件 買地方報紙的女人 廢物 運慶                      | 1964年         | 河童小說 光文社文庫 新潮文庫 講談社文庫                                        | 週刊朝日別冊 1953.6                                                         | |
| 鬼畜 (松本清張短篇全集7)                 | 為什麼打開「星圖」 反射 破談異變 点 甲府在番 怖妻的棺材 鬼畜                                            | 1964年         | 河童小說 光文社文庫 新潮文庫 講談社文庫                                        | 別册文藝春秋 1957.4                                                         | |
| 遠處來的聲音 (松本清張短篇全集8)         | 遠處來的聲音 卡爾內阿德斯的船板 等一年半 恐嚇者 左臂 鼾 写樂 秀賴跑路                                   | 1964年         | 河童小說 光文社文庫 講談社文庫 新潮文庫                                        | 新女苑 1957.5                                                               | |
| 誤差 (松本清張短篇全集9)                 | 誤差 装飾評傳 冰雨 紙之獠牙 發作 真贋的森林 千利休                                                      | 1964年         | 河童小說 光文社文庫 新潮文庫 角川文庫                                          | Sunday毎日特別号 1960.10                                                    | |
| 空白的意圖 (松本清張短篇全集10)          | 空白的意圖 潜在光景 剥製標本 厭戰 車站路 過度支付的相親 愛與空白的共謀 老春                             | 1964年         | 河童小說 光文社文庫 新潮文庫 角川文庫 講談社文庫                               | 新潮 1959.4、5                                                              | |
| 共犯 (松本清張短篇全集11)                | 共犯 部分 小旅館 鴉 万葉翡翠 偶数 距離的女囚 典雅的姊弟                                                 | 1965年         | 河童小說 光文社文庫 新潮文庫 角川文庫                                          | 小說中央公論 1960.7                                                         | |
| 車站路 (傑作短篇集(六))                  | 白色的陰暗 搜查範圍外的条件 某小官僚的抹殺 卷首句的女人 車站路 誤差 万葉翡翠 化淡妝的男人 偶数 陸行水行 | 1965年8月3日   | 新潮文庫                                                                       | 『小說新潮』 1957.8                                                         | |
| 黑色背景的畫 (傑作短篇集(二))            | 二樓 拐帶行 黑色背景的畫 装飾評傳 真贋的森林 紙之獠牙 空白的意圖 草笛 確證                              | 1965年10月19日 | 新潮文庫                                                                       | 別册文藝春秋 1960.9                                                         | |
| 蹲點 (傑作短篇集(五))                    | 蹲點 臉 聲音 買地方報紙的女人 鬼畜 等一年半 投影 卡爾內阿德斯的船板                                     | 1965年12月17日 | 新潮文庫                                                                       | 小說新潮 1955.12                                                            | |
| 貝魯特情報                               | 脊梁 晩景 軍部的妖怪 貝魯特情報                                                                         | 1966年         | 口袋文春 文春文庫 松本清張全集                                                 | 別册文藝春秋 1965.6                                                         | |
| 突然的狂風                               | 突然的狂風 婚禮 保險箱 黑血的女人 理由 「静雲閣」備忘錄 洞中的護身符                                    | 1966年         | 海燕社 中央公論社 中公文庫 松本清張全集                                        | All讀物 1959.10                                                             | 「突然的狂風」為「影之車」第8話 |
| 黑色樣式                                 | 煞車 犯罪廣告 微笑的儀式                                                                                | 1967年         | 河童小說 新潮文庫 松本清張小說選集 松本清張全集                                | 週刊朝日 1967.1.6 - 6.30                                                    | 「黑色樣式」第1話 - 第3話 |
| 死之枝                                   | 交通事故死亡1名 偽狂人的犯罪 家紋 史疑 年輕男友 舊書 波斯測天儀 不法建築 峽灣的記憶 不在的宴会 土偶     | 1967年         | 新潮小說文庫 新潮文庫 松本清張小說選集 松本清張全集                            | 小說新潮 1967.2 - 12                                                        | 旧題「十二條繩子」 |
| 柔弱的虫                                 | 柔弱的虫 兩個声音                                                                                       | 1968年         | 河童小說 文春文庫 光文社文庫 松本清張小說選集 松本清張全集                     | 週刊朝日 1967.7.7 - 1968.2.9                                                | 「黑色樣式」第4話、第5話 |
| 火與汐                                   | 火與汐 證言森林 種族同盟 山                                                                             | 1968年         | 口袋文春 文春文庫 松本清張小說選集                                             | All讀物 1967.11                                                             | |
| 内海之輪                                 | 内海之輪 死馬                                                                                           | 1969年         | 河童小說 角川文庫 光文社文庫 松本清張小說選集 松本清張全集                     | 週刊朝日 1968.2.16 - 10.25 小說宝石 1969.3                                  | 「内海之輪」為「黑色樣式」第6話 「内海之輪」旧題「霧笛小鎮」 |
| 分離的時間                               | 速力的告發 分離的時間                                                                                   | 1969年         | 河童小說 新潮文庫 光文社文庫 松本清張小說選集 松本清張全集                     | 週刊朝日 1969.3.21 - 9.5                                                    | 「黑色圖說」第1話、第2話 |
| 證明                                     | 證明 新開地事件 密宗律仙教                                                                              | 1970年         | 口袋文春 文春文庫 松本清張全集                                                 | All讀物 1969.9                                                              | |
| 阿姆斯特丹運河殺人事件                   | 阿姆斯特丹運河殺人事件 聖安德魯斯事件                                                                   | 1970年         | 朝日新聞社 角川文庫 河童小說 朝日文庫 光文社文庫 松本清張全集                  | 週刊朝日 彩色別冊Ｉ1969.4                                                   | |
| 虚線的草稿                               | 被給予的生命 虚線的草稿 通過的客人 首相官邸                                                             | 1970年         | 文藝春秋 文春文庫                                                              | 別册文藝春秋 1968.6                                                         | |
| 鷗外的婢女                               | 鷗外的婢女 書法教師                                                                                     | 1970年         | 河童小說 新潮文庫 光文社文庫 松本清張小說選集 松本清張全集                     | 週刊朝日 1969.9.12 - 1970.3.27                                              | 「黑色圖說」第3話、第4話 |
| 活的帕斯卡                               | 活的帕斯卡 六疊的生涯                                                                                   | 1971年         | 河童小說 松本清張小說選集 光文社文庫 松本清張全集                              | 週刊朝日 1970.4.3 - 7.10 1971.5.7 - 7.30                                    | 「黑色圖說」第5話、第8話 |
| 表象詩人                                 | 表象詩人 山之骨                                                                                         | 1973年         | 河童小說 光文社文庫 松本清張全集                                               | 週刊朝日 1972.5.19 - 11.3                                                   | 「黑色圖說」第10話、第11話 |
| 巨人的礁石                               | 巨人的礁石 礼遇的資格 内部的線影 理外之理 東經一三九度線                                                | 1973年         | 新潮社 新潮文庫 松本清張全集                                                   | 小說新潮 1970.10、1971.9、1972.2、9                                         | |
| 火神被殺                                 | 火神被殺 奇妙的被告 葡萄唐草圖案的刺繍 神之里事件 恩誼的繩子                                            | 1973年         | 文藝春秋 文春文庫 松本清張全集                                                 | All讀物 1970.9、10、1971.1、8、1972.3                                       | 「葡萄唐草圖案的刺繍」旧題「葡萄草圖案的刺繍」 |
| 高台的房子                               | 高台的房子 不穿獄衣的女囚                                                                               | 1976年         | 文藝春秋 河童小說 文春文庫 PHP文藝文庫 光文社文庫                              | 週刊朝日 1972.11.10 - 12.29 週刊文春 1963.7.15 - 1963.10.14                 | 「高台的房子」為「黑色圖說」第12話 「不穿獄衣的女囚」為「別冊黑色畫集」第3話                                                                                              |
| 賣馬的女人                               | 奔跑的男人 山峡中的溫泉村 儀式廳的微笑 賣馬的女人                                                       | 1977年         | 文藝春秋 河童小說 文春文庫                                                     | 日本經濟新聞 1977.1.9 - 4.6 All讀物 1973.1、1975.2、9                       | 「賣馬的女人」為「黑色線刻畫」第3話 「賣馬的女人」旧題「利」 |
| 水的皮膚                                 | 手指 水的皮膚 空門事件 小說3億圓事件 凝視                                                               | 1978年         | 新潮社 新潮文庫 松本清張全集                                                   | 小說現代 1969.2、1971.1 週刊朝日 1975.12.5 - 12.12 週刊讀賣 1977.7.2 - 8.13 | 「水的皮膚」旧題「沈下」 「空門事件」為第3屆小說現代讀者獎得獎作品 「凝視」旧題「視線」                                                                                   |
| 隠花的裝飾                               | 襪子 愛犬 北方的火箭 目送 誤譯 一百圓硬幣 沙包 作為紀念 箱根初詣 再春 遺墨                              | 1979年         | 新潮社 新潮文庫 松本清張小說選集 松本清張全集                                  | 小說新潮 1978.1 - 1979.3                                                    | 旧題「清張短篇新集」 |
| 岸田劉生晩景                             | 骨灰罈的風景 女囚 筆写 鳥羽僧正 北齋 岸田劉生晩景                                                       | 1980年         | 新潮社 新潮文庫 角川文庫                                                       | 新潮 1980.2 藝術新潮 1965.2 - 4                                             | 「岸田劉生晩景」旧題「劉生晩景」 |
| 疑惑                                     | 疑惑 不走運的名字─藤田組偽鈔事件                                                                        | 1982年         | 文藝春秋 文春文庫 松本清張全集                                                 | All讀物 1981.2、1982.2                                                      | 「疑惑」旧題「上升的腳步聲」 |
| 憎惡的委託                               | 憎惡的委託 美麗的虚像 鈴蘭 女囚 無文字的初登攀 明信片的少女 大臣之恋 日環食 流動之中 牆壁青草           | 1982年         | 新潮文庫 講談社文庫                                                            | 週刊新潮 1957.4.1                                                           | 「鈴蘭」旧題「六月的北海道」 「女囚」旧題「尊属」 「流動之中」旧題「流動」 「牆壁青草」旧題「少年受刑者」                                                                 |
| 失踪的最後                               | 失踪的最後 額頭與牙歯 溫柔的地方 繁盛的手術刀 春田先生的講演 速記錄                                     | 1987年         | 角川文庫 河童小說                                                              | 週刊Thriller 1959.5.1 - 5.29                                                | 「失踪的最後」旧題「生年月日」 |
| 青草小徑                                 | 老公 內卡河的影子 死者視網膜上的犯人像 『隱居者』日記抄 莫札特的伯樂 巫術的漩渦圖案 恐怖的夜晚          | 1991年         | 文藝春秋 文春文庫 松本清張全集                                                 | 文藝春秋 1990.1 - 1991.2                                                    | 松本生前最後的短篇集 「死者視網膜上的犯人像」旧題「死者眼中的犯人像」 「巫術的漩渦圖案」旧題「無限的漩渦圖案」                                                            |
| 失踪                                     | 草 失踪 相同的兩本書 詩與電話                                                                           | 2005年         | 双葉文庫 松本清張全集                                                          | All讀物 1956.8                                                              | 「失踪」為「黑色畫集」第4話 |
| 断崖                                     | 混濁的太陽 断崖 被玷污的彩虹 粗網點的印刷版 骨折                                                        | 2005年         | 双葉文庫 河童小說                                                              | 小說現代 1988.1                                                             | |
| 途中                                     | 紙碑 途中 老十九年的推步 夏島 信号                                                                      | 2006年         | 双葉文庫 松本清張全集                                                          | 小說新潮 1987.5 文藝春秋 1984.2、4、6                                       | 「信号」「老十九年的推步」為「松本清張短篇小說館」第3話、第4話 |
| 月光                                     | 河西電氣出張所 月光 統監 穿西裝的異樣死者                                                               | 2006年         | 双葉文庫 松本清張全集                                                          | 文學界 1956.7 別册文藝春秋 1966.6                                           | 「月光」旧題「花衣」 |

### 時代·歷史·傳奇小說
| 題目                  | 收錄作品 | 出版年    | 出版社                                                         | 連載                                                                       | 備註                                                                                                  |
| --------------------- | --- | --------- | -------------------------------------------------------------- | -------------------------------------------------------------------------- | --- |
| 奥羽的二人            | 轉變 奥羽的二人 三位入道 湖畔的人 忠節 做偽鈔 歷史小說寸感                                                                         | 1954年    | 和光社 講談社文庫                                              | All讀物 1953.5 別册文藝春秋 1953.12、1954.2、4 小說公園 1954.5 King 1954.9 | 「三位入道」旧題「行雲的最後」 「忠節」別題「酒井的刀傷」 随筆「歷史小說寸感」併載 清張的第二冊單行本 |
| 德川家康 創立江戶幕府 | （長篇） | 1955年    | 大日本雄辯會講談社 角川文庫 講談社火之鳥傳記文庫               | -                                                                          | 作為「世界傳記全集19」直接刊書                                                                        |
| 西鄉紙鈔              | 西鄉紙鈔 啾啾吟 恋情 梟示抄 做偽鈔                                                                                                 | 1955年    | 狸書店 （東京高山書院） 新潮文庫                               | 週刊朝日別冊 春季增刊号1951.3                                              | |
| 戰國權謀              | 戰國權謀 三位入道 忠節 英雄愚心 轉變 破談異變 二代殉死                                                                             | 1956年    | 河出新書 講談社文庫                                            | 週刊朝日別冊 時代小說特集号1955.4 小說公園 1956.2                          | |
| 乱世                  | 山師 特技 腹中的敵人 奥羽的二人 秀賴跑路 廢物 奉公人組 戰國權謀                                                                    | 1956年    | 新潮社小說文庫 講談社文庫                                      | 別册文藝春秋 1955.6、12 新潮 1955.5 小說新潮 1955.8 別冊小說新潮 1956.1    | 「山師」旧題「家康與山師」 「廢物」旧題「三河物語」 作品集標題為松本清張的提案                        |
| 信玄軍記              | 炎風 乱旗 陣火 | 1956年    | 河出新書 六興出版部 河出文庫                                   | 小說春秋 1956.3 - 5                                                        | |
| 柳生家族              | 面貌 權妻 流言的始末 破談異變 二代殉死 明治金澤事件 榮落不測 戰国謀略 柳生家族                                                     | 1956年    | 大日本雄辯會講談社 講談社文庫 光文社文庫                       | All讀物 1953.9 小說公園 1955.5 King 1955.5、1956.4 小說新潮 1955.10        | 「流言的始末」旧題「上意討」 「明治金澤事件」旧題「明治忠臣藏譚」                                     |
| 佐渡流人行            | 佐渡流人行 陰謀将軍 鼾 口譯 一人武将 不信 榮落不測                                                                                 | 1957年    | 新潮社小說文庫 新潮文庫 講談社文庫                             | All讀物 1956.6、10、1957.1 別册文藝春秋 1956.12 King 1956.12               | 「不信」旧題「武将不信」                                                                              |
| 大奥婦女記            | 乳母将軍 矢島局的計算 從京都来的女人 予言僧人 献妻 女人與僧正與狗 元祿的女人戰爭 轉變 繪島·生島 某寺社奉行之死 米的價格 天保初年物 | 1957年    | 講談社Roman Books 講談社文庫 松本清張全集                      | 新婦人 1955.10 - 1956.12                                                   | |
| 野盗傳奇              | 野盗傳奇 疑惑 | 1957年    | 光風社 角川文庫 中公文庫                                       | 西日本Sports 1956.5.17 - 9.9                                               | |
| 決戰川中島            | （長篇） | 1957年    | 大日本雄辯會講談社 東方社 青鳥文庫 中公文庫                    | 中学Course 1954.5 - 1955.3                                                 | 作為「少年少女日本歷史小說全集12」刊行                                                                |
| 小說日本藝譚          | 運慶 世阿弥 千利休 雪舟 古田織部 岩佐又兵衛 小堀遠州 光悦 写樂 止利佛師                                                            | 1958年    | 新潮社 新潮文庫 松本清張小說選集 松本清張全集                  | 藝術新潮 1957.1 - 12                                                       | 旧題「日本藝譚」                                                                                      |
| 無宿人別帳            | 重歸小鎮之島 海嘯 自己的臉 逃亡 我不知道 夜晚的腳步聲 流人騷動 紅猫 左臂 雨與河流的聲音                                            | 1958年    | 新潮社 文春文庫 角川文庫 松本清張小說選集 松本清張全集         | All讀物 1957.9 - 1958.8                                                    | |
| 蜉蝣繪圖              | （長篇） | 1959年    | 新潮社 新潮文庫 文春文庫 松本清張全集                          | 東京新聞夕刊 1958.5.17 - 1959.10.20                                        | |
| 五十四万石的謊言      | 兩條道路 五十四万石的謊言 瑕疵 白梅的香氣 酒井的刀傷 中途放棄的武士 車宿                                                           | 1959年    | 東都書房 中公文庫                                              | 講談俱樂部 1956.8                                                          | 旧題「刀傷」                                                                                          |
| 火之繩                | （長篇） | 1963年    | 講談社講談社文庫 松本清張小說選集 松本清張全集                 | 週刊現代 1959.5.27 - 12.27                                                 | 旧題「呼喚雲」                                                                                        |
| 天保圖錄              | （長篇） | 1964年    | 朝日新聞社 河童小說 角川文庫 光文社文庫 朝日文庫 松本清張全集  | 週刊朝日 1962.4.13 - 1964.12.25                                            | |
| 彩色江戶切繪圖        | 大黑屋 大山參拜 山椒魚 三名留守居 倉庫之中 女義太夫                                                                                | 1965年    | 文藝春秋新社 松本清張小說選集 角川文庫 講談社文庫 松本清張全集 | All讀物 1964.1 - 12                                                        | |
| 私說·日本合戰譚       | 長篠之戰 姊川之戰 山崎之戰 川中島之戰 嚴島之戰 九州征伐 島原之役 關原之戰 西南戰争                                                 | 1966年    | 文藝春秋 文春文庫 松本清張全集                                 | All讀物 1965.1 - 12                                                        | |
| 逃亡                  | （長篇） | 1966年    | 河童小說 光文社文庫 松本清張全集                               | 信濃毎日新聞夕刊 1964.5.16 - 1965.5.17                                     | 旧題「江戶秘紋」                                                                                      |
| 紅色的江戶流言        | 七種粥 虎 突然的狂風 魔術師 術 演員圖畫                                                                                            | 1968年    | 講談社 講談社文庫 松本清張全集                                 | 小說現代 1967.1 - 12                                                       | |
| 西海道談綺            | （長篇） | 1976-77年 | 文藝春秋 文春文庫 松本清張全集                                 | 週刊文春 1971.5.17 - 1976.5.6                                              | |
| 眩人                  | （長篇） | 1980年    | 中央公論社 中公文庫 松本清張小說選集 松本清張全集              | 中央公論 1977.2 - 1980.9                                                   | |
| 鬼火小鎮              | （長篇） | 1984年    | 文藝春秋 文春文庫                                              | 潮 1965.8 - 1966.11                                                        | |
| 乱灯江戶影畫          | （長篇） | 1985年    | 角川書店 角川文庫 松本清張全集                                 | 朝日新聞（夕刊） 1963.3.21 - 1964.4.29                                     | |
| 異變街道              | （長篇） | 1986年    | 講談社小說 講談社文庫                                          | 週刊現代 1960.10.23 - 1961.12.24                                           | |
| 奥羽的二人            | 長高 三位入道 細川幽齋 奥羽的二人 群疑 英雄愚心 轉變 武将不信 脱逃 葛藤                                                            | 1986年    | 講談社文庫 中公文庫 角川文庫                                   | King 1957.10                                                               | |
| 增上寺刀傷            | 願望 奉公人組 增上寺刀傷 乱氣 一隻麻雀 疑惑 西蓮寺的參拜人 做偽鈔 明治金澤事件                                                     | 1987年    | 講談社文庫 角川文庫 松本清張短篇全集                           | 別冊小說新潮 1956.7                                                        | |
| 軍師的境遇            | 軍師的境遇 逃亡者 板元画譜 | 1987年    | 角川文庫 河出文庫                                              | 高校Course 1956.4 - 1957.3 別册文藝春秋 1961.12、1971.12                   | |
| 信玄戰旗              | （長篇） | 1987年    | 角川書店 角川文庫                                              | -                                                                          | 作為書刊刊行                                                                                          |
| 山中鹿之助            | （長篇） | 2015年    | 小学館                                                         | 中学生之友3年 1957.4 - 1957.12 高校進学 1958.1 - 1958.3                    | |

### 歴史論

#### 古代史
| 題目                               | 出版年    | 出版社                           | 連載                         | 備註 |
| ---------------------------------- | --------- | -------------------------------- | ---------------------------- | --- |
| 古代史疑                           | 1968年    | 中央公論社 中公文庫 松本清張全集 | 中央公論 1966.6 - 1967.3     | 以「魏志倭人傳」為基礎的邪馬台国論                                                                                           |
| 遊古疑考                           | 1973年    | 新潮社 河出文庫                  | 藝術新潮 1971.1 - 1972.11    | 以古墳、三角緣神獸鏡的考察為中心的古墳時代論 旧題「遊史疑考」                                                                |
| 古代探求-以古事記、日本書紀為中心  | 1974年    | 松本清張全集 文藝春秋            | 文學界 1971.1 - 1972.11      | 以「古事記」、「日本書紀」為中心的古代神話論 對旧題「對古代探求」大幅訂正 文藝春秋（1974.9）為對全集版（1974.3）進行大幅訂正 |
| 公開討論會·邪馬台国-流動的東亞之中 | 1975-76年 | 角川書店                         | -                            | 共著 |
| 市民講座、日本古代文化入門         | 1976年    | 讀賣新聞社                       | -                            | 與江上波夫共著 |
| 清張通史                           | 1976-83年 | 講談社 講談社文庫                | 東京新聞 1976.1.1 - 1978.7.6 | 邪馬台国至奈良時代的古代史通史系列 全6卷 講談社文庫版（1986.3 - 1989.6）為單行本版的大幅訂正                                 |
| 私說古風土記                       | 1977年    | 平凡社松本清張全集               | 太陽 1976.1 - 1977.8         | 對現存5部「風土記」的考察 旧題「古風土記」                                                                                   |
| 国家成立之謎                       | 1980年    | 平凡社                           | -                            | 共著 與井上光貞、西嶋定生、森浩一等人的公開討論記録                                                                          |
| 古代史私注                         | 1981年    | 講談社 講談社文庫                | 本 1976.2 - 1980.12          | |
| 讀日本書紀-古典與現代              | 1991年    | 岩波書店                         | -                            | |

#### 江戶·明治·昭和史
| 題目                 | 出版年    | 出版社                             | 連載                          | 備註 |
| -------------------- | --------- | ---------------------------------- | ----------------------------- | --- |
| 日本的黑霧           | 1960年    | 文藝春秋新社 文春文庫 松本清張全集 | 文藝春秋 1960.1 - 12          | 日本新聞人会議獎得獎作品 |
| 幕末的動乱           | 1961年    | 河出書房新社 河出文庫              | -                             | 作為「現代人的日本史17」發行 主要描寫德川吉宗、田沼意次、水野忠邦 |
| 現代官僚論           | 1963-66年 | 文藝春秋新社 松本清張全集          | 文藝春秋 1963.1 - 1965.11     | 日本新聞人会議獎得獎作品 收錄『現代官僚論』『文部官僚論』『農林官僚論』『檢察官僚論』『通產官僚論』『旧内務官僚論』『建設官僚論』『警察官僚論』『内閣調査室論』『防衛官僚論』『運輸官僚論』『大藏官僚論』『外務官僚論』 |
| 昭和史發掘           | 1965-72年 | 文藝春秋新社 文春文庫 松本清張全集 | 週刊文春 1964.7.6 - 1971.4.12 | 第18屆菊池寬獎得獎作品 |
| 火之虚舟             | 1968年    | 文藝春秋 筑摩文庫 松本清張全集     | 文藝春秋 1966.6 - 1967.8      | 講演体的中江兆民評傳 |
| 推理的系譜           | 1968年    | 新潮社 中公文庫 松本清張全集       | 週刊讀賣 1967.8.11 - 1968.4.5 | 收錄『於暗夜驅使的獵槍』『脱獄』『吃肉火鍋的女人』『兩名真正的犯人』『夏夜的連續殺人事件』 中公文庫版收錄『於暗夜驅使的獵槍』『吃肉火鍋的女人』『兩名真正的犯人』三篇                                                   |
| 二二六事件-研究資料  | 1976年    | 文藝春秋                           | -                             | 『昭和史發掘』以後搜尋的二二六事件相關資料集成 |
| 松本清張社会評論集   | 1976年    | 新日本出版社講談社文庫             | -                             | |
| 北一輝論             | 1976年    | 講談社 筑摩文庫                    | 世界 1973.1 - 7               | 關於北一輝的思想、人物像 旧題「北一輝的「君主制」」 |
| 疑獄100年史          | 1976年    | 讀賣新聞社                         | -                             | 編著 |
| 史觀、宰相論         | 1980年    | 文藝春秋 筑摩文庫                  | 文藝春秋 1980.8 - 12          | 大久保利通以後至1980年的日本的宰相論 旧題「私觀、宰相論」 |
| 二二六事件           | 1986年    | 文藝春秋                           | -                             | 全3卷 將『昭和史發掘』中二二六事件部分修改之後發行的單行本 |
| 二二六事件-研究資料2 | 1986年    | 文藝春秋                           | -                             | 與文藝春秋的藤井康榮共著 |
| 二二六事件-研究資料3 | 1993年    | 文藝春秋                           | -                             | 與文藝春秋的藤井康榮共著 |

### 作家論、藝術家論
| 題目                    | 出版年 | 出版社                                          | 連載                                   | 備註                                                                                  |
| ----------------------- | ------ | ----------------------------------------------- | -------------------------------------- | ------------------------------------------------------------------------------------- |
| 文豪                    | 1974年 | 文藝春秋 文春文庫 松本清張小說選集 松本清張全集 | 別册文藝春秋 1972.6、9 1973.3 - 1974.3 | 收錄『行者神髓』『葉花星宿』『正太夫之舌』 圍繞坪内逍遥、尾崎紅葉、齋藤綠雨的評論連作 |
| 写樂之謎的「一解決」    | 1977年 | 講談社文庫                                      | -                                      |                                                                                       |
| 青木繁與坂本繁二郎-私論 | 1982年 | 新潮社                                          | 藝術新潮 1981.1 - 9                    | 關於西洋畫家青木繁與坂本繁二郎的關係的論評 旧題「青木繁與坂本繁二郎」                 |
| 形影-菊池寬與佐佐木茂索 | 1982年 | 文藝春秋 文春文庫 松本清張全集                  | 文藝春秋 1982.2 - 5                    | 關於文藝春秋的菊池寬與佐佐木茂索的關係的論評                                          |
| 岡倉天心 内部之敵       | 1984年 | 新潮社 河出文庫                                 | 藝術新潮 1982.2 - 5                    |                                                                                       |
| 兩像·森鷗外             | 1994年 | 文藝春秋 文春文庫 松本清張全集                  | 文藝春秋 1985.5 - 10、12               | 關於森鷗外的評傳 「松本清張短篇小說館」第5話 旧題「二醫官傅」                         |

## 影像化作品

### 電視劇
| 播放年 | 劇名                                      | 原作品                                                    | 電視台                    | 主演演員（角色名）                                                        | 備註 |
| ------ | ----------------------------------------- | --------------------------------------------------------- | ------------------------- | ------------------------------------------------------------------------- | --- |
| 1957   | 買地方報紙的女人                          | 買地方報紙的女人                                          | NHK                       | 大森義夫（杉本隆治） 藤野節子（潮田芳子） 千秋美鶴（杉本啟子）            | 「電視劇場」 |
| 1958   | 聲音                                      | 聲音                                                      | KR電視台                  | 佐野周二 三井弘次 藤間紫                                                  | 共2集 |
| 1958   | 打鼾地獄                                  | 打鼾地獄                                                  | 日本電視台                | 宇野重吉 奈良岡朋子 佐野浅夫                                              | 『打鼾地獄』原本為戲曲作品 由劇團民藝導演 |
| 1958   | 殺意                                      | 殺意                                                      | 日本電視台                | 松本克平 三戶部須惠                                                       | 「演員座時間」 |
| 1958   | 臉                                        | 臉                                                        | 日本電視台                | 垂水悟郎 内藤武敏                                                         | |
| 1958   | 疑惑                                      | 疑惑                                                      | 日本電視台                | 春日俊二 三島雅夫                                                         | |
| 1958   | 流人騷動                                  | 流人騷動 （無宿人別帳）                                   | 日本電視台                | 奥野匡 垂水悟郎 芦田伸介                                                  | |
| 1959   | 市長死了                                  | 市長死了                                                  | 日本電視台                | 清水元 浮田左武郎 田口計                                                  | 「驚悚劇場·夜之棱鏡」第2回 |
| 1959   | 左臂                                      | 左臂 （無宿人別帳）                                       | 富士電視台                | 宇野重吉 細川千賀子 信欣三                                                | 「星期六劇場」 |
| 1959   | 失敗                                      | 失敗                                                      | 富士電視台                | 津島惠子 清水将夫 土屋嘉男                                                | 「星期六劇場」 |
| 1959   | 真贋的森林                                | 真贋的森林                                                | 日本電視台                | 芦田伸介 池田忠夫 見明凡太郎                                              | 「驚悚劇場·夜之棱鏡」第19回 |
| 1959   | 蹲點                                      | 蹲點                                                      | KR電視台                  | 澤村國太郎 山岡久乃 安井昌二                                              | 「三洋電視劇場」 |
| 1959   | 投影                                      | 投影                                                      | 富士電視台                | 三橋達也 岩崎加根子 河野秋武                                              | 「星期六劇場」 |
| 1959   | 空白的意圖                                | 空白的意圖                                                | NHK                       | 西村晃 伊藤雄之助 織田政雄                                                | 「電視劇場」 |
| 1959   | 白色黑暗                                  | 白色黑暗                                                  | KR電視台                  | 乙羽信子（小關信子） 高橋昌也（高瀨俊吉） 金子信雄                        | 「東芝星期日劇場」 |
| 1959   | 疑惑                                      | 疑惑                                                      | 毎日放送                  | 高桐真 森光子 玉生司朗                                                    | 「Mystery 影」系列其中一集 |
| 1959   | 臉                                        | 臉                                                        | 富士電視台                | 三橋達也（井野良吉） 花柳喜章（石岡貞三郎） 根岸明美                      | 「星期四觀劇會」 |
| 1959   | 遇難                                      | 遇難                                                      | KR電視台                  | 庄司永建 松本朝夫 内藤武敏                                                | 共2集 「東京0時刻」 |
| 1959   | 愛與空白的共謀                            | 愛與空白的共謀                                            | KR電視台                  | 丹阿弥谷津子 金子信雄 村田扶美子                                          | 「三洋電視劇場」 |
| 1959   | 白色黑暗                                  | 白色黑暗                                                  | 富士電視台                | 日野明子 真木祥次郎 入川保則                                              | 共2集 「驚悚劇場」 |
| 1959   | 搜查範圍外的条件                          | 搜查範圍外的条件                                          | 富士電視台                | 島村昌子 梶川武利                                                         | 「驚悚劇場」 |
| 1959   | 聲音                                      | 聲音                                                      | 富士電視台                | 千典子 飯沼慧                                                             | 共2集 「驚悚劇場」 |
| 1959   | 殉死                                      | 脱逃                                                      | 讀賣電視台                | 市村羽左衛門 實川延若 八千草薰                                            | |
| 1959   | 拐帶行                                    | 拐帶行                                                    | 日本電視台                | 高橋昌也 悠木圭子 幸田宗丸                                                | 「星期四 Wide Hour」 |
| 1959   | 危險斜面                                  | 危險斜面                                                  | 富士電視台                | 梶川武利 千典子                                                           | 共2集 「驚悚劇場」 |
| 1959   | 紙獠牙                                    | 紙獠牙                                                    | KR電視台                  | 清水将夫 下元勉 吉行和子                                                  | 「日立劇場」 |
| 1959   | 冰雨                                      | 冰雨                                                      | NHK                       | 淡島千景 佐分利信                                                         | 參加第14屆文部省藝術節 |
| 1959   | 日光中宮祠事件                            | 日光中宮祠事件                                            | NET電視台                 | 殿山泰司 富田浩太郎 柳永二郎                                              | 「Suspense Time」 |
| 1960   | 共犯者                                    | 共犯者                                                    | 富士電視台                | 岩井半四郎 藤波洸子 奈村端                                                | 「驚悚劇場」 |
| 1960   | 蜉蝣繪圖                                  | 蜉蝣繪圖                                                  | 日本電視台                | 坂東正弥 千之赫子 大塚道子                                                | 共13集 |
| 1960   | 殺意                                      | 殺意                                                      | 富士電視台                | 泉京子 永井達郎 諸角啟二郎                                                | 共2集 「午後十時劇場」 |
| 1960   | 車宿                                      | 車宿                                                      | KR電視台                  | 市川段四郎 伊志井寬 河内桃子                                              | 「東芝星期日劇場」 |
| 1960   | 鼾聲                                      | 鼾聲                                                      | KR電視台                  | 大坂志郎 若山節子 三島謙                                                  | 「日立劇場」 |
| 1960   | 投影                                      | 投影                                                      | NHK                       | 佐竹明夫 吉行和子 早野寿郎                                                | 共2集 「灰色系列」 |
| 1960   | 寒流                                      | 寒流                                                      | 日本電視台                | 山根寿子 細川俊夫 安部徹                                                  | 「驚悚劇場」 |
| 1960   | 紙獠牙                                    | 紙獠牙                                                    | NHK                       | 三木則平 高友子 山本清                                                    | 共2集 「灰色系列」 |
| 1960   | 繩子                                      | 繩子                                                      | KR電視台                  | 北村和夫 芦田伸介 千石規子                                                | 共3集 「National Golden Hour」内 松本清張連續劇「黑色斷層」 |
| 1960   | 等一年半                                  | 等一年半                                                  | KR電視台                  | 淡島千景（須村里子） 南原宏治（岡島久男） 土屋嘉男                        | 共2集 松本清張連續劇「黑色斷層」 |
| 1960   | 恐嚇者                                    | 恐嚇者                                                    | KR電視台                  | 津島惠子 小野良 名古屋章                                                  | 共2集 松本清張連續劇「黑色斷層」 |
| 1960   | 蹲點                                      | 蹲點                                                      | KR電視台                  | 宇津井健（柚木） 三井弘次 山岡久乃（貞子）                                | 共2集 松本清張連續劇「黑色斷層」 |
| 1960   | 坡道的房子                                | 坡道的房子                                                | KR電視台                  | 市川中車（寺島吉太郎） 水谷良重（杉田梨枝子） 千石規子                    | 共3集 松本清張連續劇「黑色斷層」 |
| 1960   | 反射                                      | 反射                                                      | NET電視台                 | 内田稔 近藤準                                                             | 「Mystery 影」系列其中一集 |
| 1960   | 失敗                                      | 失敗                                                      | KR電視台                  | 岸旗江 近藤準 山崎努                                                      | 共2集 松本清張連續劇「黑色斷層」 |
| 1960   | 買地方報紙的女人                          | 買地方報紙的女人                                          | KR電視台                  | 堀雄二（杉本隆治） 池内淳子（潮田芳子） 杉裕之                            | 共2集 松本清張連續劇「黑色斷層」 |
| 1960   | 臉                                        | 臉                                                        | KR電視台                  | 天本英世（井野良吉） 富田惠子 高野真二（石岡貞三郎）                      | 共2集 松本清張連續劇「黑色斷層」 |
| 1960   | 蒼白描點                                  | 蒼白描點                                                  | KR電視台                  | 岩崎加根子 菅貫太郎 万代峰子                                              | 共6集 松本清張連續劇「黑色斷層」 |
| 1960   | 廢液                                      |                                                           | NHK                       | 清水将夫 宮口精二 桑山正一                                                | 第15回文部省藝術節参加作品 |
| 1961   | 愛與空白的共謀                            | 愛與空白的共謀                                            | TBS                       | 奈良岡朋子 金子信雄 浦辺粂子                                              | 共2集 松本清張連續劇「黑色斷層」 |
| 1961   | 波之塔                                    | 波之塔                                                    | 富士電視台                | 池内淳子（結城賴子） 井上孝雄（小野木喬夫） 夏川大二郎                    | 共16集 「驚悚劇場」 |
| 1961   | 失踪                                      | 失踪                                                      | TBS                       | 多多良純 原泉 露口茂                                                      | 共3集 松本清張連續劇「黑色斷層」 |
| 1961   | 秀賴跑路                                  | 秀賴跑路                                                  | TBS                       | 桂小金治 名古屋章 奥野匡                                                  | 「日立劇場」 |
| 1961   | 偶数                                      | 偶数                                                      | TBS                       | 金子信雄 庄司永建 稻垣昭三                                                | 共2集 松本清張連續劇「黑色斷層」 |
| 1961   | 我不知道                                  | 我不知道 （無宿人別帳）                                   | TBS                       | 金子信雄 丹阿弥谷津子 上田吉二郎                                          | 「綠色劇場」 |
| 1961   | 危險斜面                                  | 危險斜面                                                  | TBS                       | 須賀不二男 浅茅忍 丹阿弥谷津子                                            | 共3集 松本清張連續劇「黑色斷層」 |
| 1961   | 聲音                                      | 聲音                                                      | TBS                       | 福田公子 岩井半四郎 上田寬                                                | 共2集 松本清張連續劇「黑色斷層」 |
| 1961   | 草                                        | 草                                                        | TBS                       | 有島一郎 桑山正一 沼田曜一                                                | 共3集 松本清張連續劇「黑色斷層」 |
| 1961   | 過度支付的相親                            | 過度支付的相親                                            | TBS                       | 三津田健 加藤治子 小池朝雄                                                | 松本清張連續劇「黑色斷層」 |
| 1961   | 青春的彷徨                                | 青春的彷徨                                                | TBS                       | 芥川隆行 黑川由希夫 堀綠                                                  | 松本清張連續劇「黑色斷層」 |
| 1961   | 火之記憶                                  | 火之記憶                                                  | TBS                       | 長谷川哲夫 堀井永子 奈良岡朋子                                            | 松本清張連續劇「黑色斷層」 |
| 1961   | 反射                                      | 反射                                                      | TBS                       | 高橋昌也 水島道太郎 露口茂                                                | 共2集 松本清張連續劇「黑色斷層」 |
| 1961   | 流人天国                                  | 鼾聲                                                      | NHK                       | 弗蘭基·堺 宮城真理子 清水元                                               | 「電視指定席」 |
| 1961   | 冰雨                                      | 冰雨                                                      | TBS                       | 風見章子 野川美子 櫻緋紗子                                                | 松本清張連續劇「黑色斷層」 |
| 1961   | 青色斷層                                  | 青色斷層                                                  | TBS                       | 河津清三郎 信欣三 手島克子                                                | 松本清張連續劇「黑色斷層」 |
| 1961   | 等一年半                                  | 等一年半                                                  | TBS                       | 齋藤美和（須村里子） 溝田繁 久松保夫                                      | 「女性劇場」 |
| 1961   | 白色黑暗                                  | 白色黑暗                                                  | TBS                       | 月丘夢路（小關信子） 井上孝雄（高瀨俊吉） 山茶花究（白木淳三）            | 共2集 松本清張連續劇「黑色斷層」 |
| 1961   | 浮游昆虫                                  | 浮游昆虫                                                  | 日本電視台                | 南原宏治 高友子 龍崎一郎                                                  | |
| 1961   | 零之焦點                                  | 零之焦點                                                  | 富士電視台                | 河内桃子（鵜原禎子） 鳳八千代 小山田宗德（鵜原憲一）                      | 共16集 |
| 1961   | 左臂                                      | 左臂 （無宿人別帳）                                       | TBS                       | 大矢市次郎 磯部玉枝 若柳敏三郎                                            | 「日立家庭劇場」 |
| 1962   | 恐嚇者                                    | 恐嚇者                                                    | NET電視台                 | 扇千景 坂東鶴之助 中村是好                                                | 共2集 「指名手配」 |
| 1962   | 影之地帶                                  | 影之地帶                                                  | TBS                       | 根上淳 中岡慎太郎 西村晃                                                  | 共2集 「日立家庭劇場」 |
| 1962   | 砂之器                                    | 砂之器                                                    | TBS                       | 高松英郎（今西榮太郎） 月田昌也（吉村弘） 天知茂（關川重雄）              | 共2集 「近鐵星期五劇場」 |
| 1962   | 蒼白描點                                  | 蒼白描點                                                  | 富士電視台                | 悠木圭子 垂水悟郎 文野朋子                                                | 共7集 |
| 1962   | 回到小鎮之島                              | 回到小鎮之島 （無宿人別帳）                               | TBS                       | 淡島千景（阿時） 安井昌二（千助） 市川中車（仁藏）                        | 「日立家庭劇場」 |
| 1962   | 風之視線                                  | 風之視線                                                  | NET電視台                 | 若原雅夫 鳳八千代 近藤洋介                                                | 共18集 「黑龍劇場」 |
| 1962   | 車站路                                    | 車站路                                                    | NHK                       | 藤原釜足 内田稔 大町文夫                                                  | 共2集 松本清張連續劇「黑色組曲」 |
| 1962   | 買盆栽植物的女人                          | 買盆栽植物的女人                                          | NHK                       | 中北千枝子 永島明 近江俊輔                                                | 共2集 松本清張連續劇「黑色組曲」 |
| 1962   | 危險斜面                                  | 危險斜面                                                  | NHK                       | 前田昌明 中川弘子                                                         | 共2集 松本清張連續劇「黑色組曲」 |
| 1962   | 共犯者                                    | 共犯者                                                    | NHK                       | 加藤嘉 濱村純 西村晃                                                      | 共2集 松本清張連續劇「黑色組曲」 |
| 1962   | 烏鴉                                      | 烏鴉                                                      | NHK                       | 佐竹明夫 春日俊二 菅井琴                                                  | 共2集 松本清張連續劇「黑色組曲」 |
| 1962   | 聲音                                      | 聲音                                                      | NHK                       | 小山明子 松本朝夫 三島耕                                                  | 共2集 松本清張連續劇「黑色組曲」 |
| 1962   | 卡爾內阿德斯的船板                        | 卡爾內阿德斯的船板                                        | NHK                       | 小山源喜                                                                  | 共2集 松本清張連續劇「黑色組曲」 |
| 1962   | 不在場證明                                | 搜查範圍外的条件                                          | NHK                       | 戶浦六宏 田中明夫 河内桃子                                                | 共2集 松本清張連續劇「黑色組曲」 |
| 1962   | 買地方報紙的女人                          | 買地方報紙的女人                                          | NHK                       | 筑紫朱美（潮田芳子） 野野村潔（杉本隆治） 千秋美鶴（杉本圭子）            | 共2集 松本清張連續劇「黑色組曲」 |
| 1962   | 流言的始末                                | 柳生家族                                                  | 日本電視台                | 織本順吉 中川弘子 内田稔                                                  | 「人生四季」第52集 |
| 1962   | 空白的意圖                                | 空白的意圖                                                | NHK                       | 下條正巳 齋藤美和 嵯峨善兵                                                | 共2集 松本清張連續劇「黑色組曲」 |
| 1962   | 出生年月日                                | 失踪的最後                                                | NHK                       | 北澤虎 早野寿郎 金子信雄                                                  | 共2集 松本清張連續劇「黑色組曲」 |
| 1962   | 寒流                                      | 寒流                                                      | NHK                       | 原保美 春日俊二 環三千世                                                  | 共2集 松本清張連續劇「黑色組曲」 |
| 1962   | 卷首句的女人                              | 卷首句的女人                                              | NHK                       | 加藤嘉 前澤迪雄 高橋正夫                                                  | 共2集 松本清張連續劇「黑色組曲」 |
| 1962   | 偶数                                      | 偶数                                                      | NHK                       | 菅原謙次 立川惠作 八潮悠子                                                | 共2集 松本清張連續劇「黑色組曲」 |
| 1962   | 詩人與電話                                | 詩與電話                                                  | NHK                       | 土屋嘉男 濱田寅彦 稻葉義男                                                | 共2集 松本清張連續劇「黑色組曲」 |
| 1962   | 等一年半                                  | 等一年半                                                  | NHK                       | 齋藤美和（須村里子） 大瀧秀治（須村要吉） 丹阿弥谷津子（高森瀧子）        | 共2集 松本清張連續劇「黑色組曲」 |
| 1962   | 保險箱                                    | 保險箱                                                    | NHK                       | 穗積隆信 松本明夫 赤澤亞沙子                                              | 共2集 松本清張連續劇「黑色組曲」 |
| 1962   | 万葉翡翠                                  | 万葉翡翠                                                  | NHK                       | 小笠原良知 井川比佐志 青山京子                                            | 共2集 松本清張連續劇「黑色組曲」 |
| 1962   | 白色黑暗                                  | 白色黑暗                                                  | NHK                       | 鈴木瑞穗（小關精一） 吉行和子（小關信子） 金内吉男（高瀨俊吉）            | 共2集 松本清張連續劇「黑色組曲」 |
| 1962   | 球形荒野                                  | 球形荒野                                                  | NHK                       | 水木麗子（野上久美子） 宗近晴見（添田彰一） 文野朋子（芦村節子）          | 共2集 松本清張連續劇「黑色組曲」 |
| 1962   | 蹲點                                      | 蹲點                                                      | NHK                       | 沼田曜一（柚木） 福田公子（貞子） 小林昭二                                | 共2集 松本清張連續劇「黑色組曲」 |
| 1962   | 初次攀登                                  | 無文字的初次攀登                                          | NHK                       | 森塚敏 本山可久子                                                         | 共2集 松本清張連續劇「黑色組曲」 |
| 1962   | 坡道的房子                                | 坡道的房子                                                | NHK                       | 織田政雄（寺島吉太郎） 友部光子（杉田梨枝子） 菅井琴（松子）              | 共2集 松本清張連續劇「黑色組曲」 |
| 1962   | 軟弱                                      | 軟弱                                                      | NHK                       | 花澤德衛 三戶部須惠 殿山泰司                                              | 共2集 松本清張連續劇「黑色組曲」 |
| 1962   | 溪流                                      |                                                           | NHK                       | 平幹二朗 小林哲子 高倉みゆき                                              | 共2集 松本清張連續劇「黑色組曲」 |
| 1962   | 混濁的太陽                                | 混濁的太陽                                                | NHK                       | 若原雅夫 塚本信夫 浅茅忍                                                  | 共2集 松本清張連續劇「黑色組曲」 |
| 1962   | 黑色樹海                                  | 黑色樹海                                                  | NHK                       | 堀井永子（笠原祥子） 川口敦子（笠原信子） 浦野光（吉井）                  | 共2集 松本清張連續劇「黑色組曲」 |
| 1962   | 證言                                      | 證言                                                      | NHK                       | 須賀不二男 月丘千秋 江畑絢子                                              | 共2集 松本清張連續劇「黑色組曲」 |
| 1962   | 臉                                        | 臉                                                        | NHK                       | 南原宏治 松宮五郎 松下砂稚子                                              | 共2集 松本清張連續劇「黑色組曲」 |
| 1962   | 過度支付的相親                            | 過度支付的相親                                            | NHK                       | 市原悦子 柳永二郎 小池朝雄                                                | 共2集 松本清張連續劇「黑色組曲」 |
| 1962   | 典雅的姊弟                                | 典雅的姊弟                                                | NHK                       | 丹阿弥谷津子 小泉博 文野朋子                                              | 共2集 松本清張連續劇「黑色組曲」 |
| 1962   | 真贋的森林                                | 真贋的森林                                                | NHK                       | 宇野重吉 中江隆介 田村保                                                  | 共2集 松本清張連續劇「黑色組曲」 |
| 1962   | 繩子                                      | 繩子                                                      | NHK                       | 岸田今日子（梅田静子） 片山明彦（戶田正太） 近藤準                        | 共2集 松本清張連續劇「黑色組曲」 |
| 1962   | 誤差                                      | 誤差                                                      | NHK                       | 月丘夢路（安西澄子） 夏川大二郎（竹田宗一） 佐藤慶（大村）                | 共2集 松本清張連續劇「黑色組曲」 |
| 1962   | 破談變異                                  | 破談變異                                                  | NHK                       | 河野秋武 小杉義男 松本克平                                                | 共2集 松本清張連續劇「黑色組曲」 |
| 1962   | 我不知道                                  | 我不知道 （無宿人別帳）                                   | NHK                       | 中谷一郎（銀助） 武藤英司（弥平次） 富永美沙子                            | 共2集 松本清張連續劇「黑色組曲」 |
| 1962   | 流言的始末                                | 流言的始末                                                | NHK                       | 金子信雄 幸田弘子 夏川静江                                                | 共2集 松本清張連續劇「黑色組曲」 |
| 1962   | 紅猫                                      | 紅猫 （無宿人別帳）                                       | NHK                       | 露口茂 小林昭二 西章子                                                    | 共2集 松本清張連續劇「黑色組曲」 |
| 1962   | 混濁的太陽                                | 混濁的太陽                                                | NET電視台                 | 伊豆肇 矢代京子 笠間雪雄                                                  | 「Mystery Best 21」結尾一集 |
| 1963   | 凶器                                      | 凶器                                                      | NHK                       | 友部光子 有田紀子 佐佐木孝丸                                              | 共2集 松本清張連續劇「黑色組曲」 |
| 1963   | 影子                                      | 影子                                                      | NHK                       | 南原宏治 小山源喜 下條正巳                                                | 共2集 松本清張連續劇「黑色組曲」 |
| 1963   | 婚禮                                      | 婚禮                                                      | NHK                       | 有島一郎（新田徹吉） 奈良岡朋子（新田元子） 近藤圭子（佐伯光子）          | 共2集 松本清張連續劇「黑色組曲」 |
| 1963   | 小町鼓                                    | 小町鼓 （絢爛的流離）                                     | NHK                       | 津島惠子（谷尾妙子） 菅原謙次（檢察官） 伊豆肇（谷尾忠夫）                | 共2集 松本清張連續劇「黑色組曲」 |
| 1963   | 失敗                                      | 失敗                                                      | NHK                       | 渡邊文雄 千原忍 坂本武                                                    | 共2集 松本清張連續劇「黑色組曲」 |
| 1963   | 雨與河流的聲音                            | 雨與河流的聲音 （無宿人別帳）                             | NHK                       | 北村和夫（与太郎） 里見京子（阿絹） 高原駿雄（市助）                      | 共2集 松本清張連續劇「黑色組曲」 |
| 1963   | 殺意                                      | 殺意                                                      | NHK                       | 西村晃（稻田） 殿山泰司（早川） 三宅邦子（早川房子）                      | 共2集 松本清張連續劇「黑色組曲」 |
| 1963   | 偶發                                      |                                                           | NHK                       | 伊藤雄之助 乙羽信子 水谷八重子                                            | 共2集 松本清張連續劇「黑色組曲」 |
| 1963   | 跑路                                      | 跑路 （絢爛的流離）                                       | NHK                       | 佐藤慶 高田敏江 北里深雪                                                  | 共2集 松本清張連續劇「黑色組曲」 |
| 1963   | 球形荒野                                  | 球形荒野                                                  | TBS                       | 冨士眞奈美（野上久美子） 根上淳（添田彰一） 市村羽左衛門（野上顯一郎）    | 共6集 |
| 1963   | 百濟草                                    | 百濟草 （絢爛的流離）                                     | TBS                       | 安井昌二 香川京子 南原宏治                                                | 「東芝星期日劇場」 |
| 1963   | 時間的習俗                                | 時間的習俗                                                | NHK                       | 大木實 富田浩太郎 中村榮二                                                | 「文藝劇場」 |
| 1963   | 臉                                        | 臉                                                        | NET電視台                 | 大木實（井野良吉） 大坂志郎（石岡貞三郎） 鳳八千代                        | 1957年電影的電視劇改編版 「日本電影名作劇集」 |
| 1963   | 陰影                                      | 陰影 （絢爛的流離）                                       | TBS                       | 瑳峨三智子 山村聰 六本木誠人                                              | 「東芝星期日劇場」 |
| 1963   | 蹲點                                      | 蹲點                                                      | NET電視台                 | 江原真二郎（柚木） 織田政雄（下岡） 高倉美由紀（貞子）                    | 1958年電影的電視劇改編版 「日本電影名作劇集」 |
| 1963   | 誘殺                                      | 誘殺                                                      | 富士電視台                | 松本幸四郎 市川中車 中村吉十郎                                            | 『誘殺』原本為戲曲作品 「晚十點劇場」 在明治座攝製 |
| 1964   | 水之火焰                                  | 水之火焰                                                  | 日本電視台                | 濱田裕子 小山田宗德 山崎左度子                                            | 15分電視劇，共78集 |
| 1964   | 共犯者                                    | 共犯者                                                    | 日本電視台                | 渡邊文雄 小林重四郎 藤田佳子                                              | 「武田浪漫劇場」 |
| 1964   | 人間水域                                  | 人間水域                                                  | 朝日放送                  | 町田祥子 田原弘二郎 富永由紀                                              | 共80集 |
| 1964   | 波之塔                                    | 波之塔                                                    | NET電視台                 | 村松英子（結城賴子） 早川保（小野木喬夫） 夏川大二郎                      | 「POLA名作劇場」 |
| 1964   | 西鄉紙鈔                                  | 西鄉紙鈔                                                  | NHK                       | 片山明彦（樋村雄吾） 高津住男 夏目俊二                                    | 歷史單元劇「風雪」其中一集 |
| 1964   | 紙獠牙                                    | 紙獠牙                                                    | 日本電視台                | 北澤虎 青山京子 如月寬多                                                  | 「武田浪漫劇場」 |
| 1965   | 野盗傳奇                                  | 野盗傳奇                                                  | 富士電視台                | 島田正吾 辰巳柳太郎                                                       | 「晚十點劇場」 在新宿KOMA劇場攝製 |
| 1965   | 過度支付的相親                            | 過度支付的相親                                            | 關西電視台                | 三國連太郎 丘里美 安達国晴                                                | 「松本清張連續劇」 |
| 1965   | 某小官僚的抹殺                            | 某小官僚的抹殺                                            | 關西電視台                | 三國連太郎 戶浦六宏 大塚道子                                              | 「松本清張連續劇」 |
| 1965   | 二樓                                      | 二樓                                                      | 關西電視台                | 三國連太郎 佐佐木澄江 楠侑子                                              | 「松本清張連續劇」 |
| 1965   | 軟弱                                      | 軟弱                                                      | 關西電視台                | 三國連太郎 原知佐子                                                       | 「松本清張連續劇」 |
| 1965   | 鼾聲                                      | 鼾聲                                                      | 關西電視台                | 三國連太郎 大村崑 加藤武                                                  | 「松本清張連續劇」 |
| 1965   | 等一年半                                  | 等一年半                                                  | 關西電視台                | 三國連太郎（岡島） 佐野浅夫（須村要吉） 長岡輝子（高森瀧子）              | 「松本清張連續劇」 |
| 1965   | 怖妻的棺材                                | 怖妻的棺材                                                | 關西電視台                | 三國連太郎 村田知榮子                                                     | 「松本清張連續劇」 |
| 1965   | 黄色風土                                  | 黄色風土                                                  | NET電視台                 | 西澤利明（若宮四郎） 仲谷昇（木谷啟介） 名古屋章                          | 共22集 |
| 1965   | 證言                                      | 證言                                                      | 關西電視台                | 三國連太郎 川尻則子                                                       | 「松本清張連續劇」 |
| 1965   | 某〈小倉日記〉傳                          | 某〈小倉日記〉傳                                          | 關西電視台                | 三國連太郎（田上耕作） 吉行和子（阿照） 吉田義夫（阿照的叔叔）            | 「松本清張連續劇」 |
| 1965   | 坡道的房子                                | 坡道的房子                                                | 關西電視台                | 三國連太郎 黑田絢子                                                       | 「松本清張連續劇」 |
| 1965   | 青色斷層                                  | 青色斷層                                                  | 關西電視台                | 三國連太郎 下元勉                                                         | 「松本清張連續劇」 |
| 1965   | 部分                                      | 部分                                                      | 關西電視台                | 三國連太郎 松岡与志雄                                                     | 「松本清張連續劇」 |
| 1966   | 厭戰                                      | 厭戰                                                      | 關西電視台                | 三國連太郎 日高澄子 櫻井良子                                              | 「松本清張連續劇」 |
| 1966   | 買地方報紙的女人                          | 買地方報紙的女人                                          | 關西電視台                | 岡田茉莉子（潮田芳子） 高松英郎（保三） 戶浦六宏（杉本隆治）              | 「松本清張連續劇」 |
| 1966   | 遠處傳來的聲音                            | 遠處傳來的聲音                                            | 關西電視台                | 吉村實子 田村高廣                                                         | 「松本清張連續劇」 |
| 1966   | 左臂                                      | 左臂 （無宿人別帳）                                       | 關西電視台                | 島田正吾 園麻里 清川新吾                                                  | 「松本清張連續劇」 |
| 1966   | 買盆栽植物的女人                          | 買盆栽植物的女人                                          | 關西電視台                | 根岸明美 寺島達夫                                                         | 「松本清張連續劇」 |
| 1966   | 我不知道                                  | 我不知道 （無宿人別帳）                                   | 關西電視台                | 藤田誠 夏目俊二 雪代敬子                                                  | 「松本清張連續劇」 |
| 1966   | 危險斜面                                  | 危險斜面                                                  | 關西電視台                | 川崎敬三 富永美沙子 内田朝雄                                              | 「松本清張連續劇」 |
| 1966   | 養豬的屋子                                | 形狀                                                      | NHK                       | 千秋實 富田惠子 川合伸旺                                                  | 音樂：渡邊宙明 「電視指定席」 |
| 1966   | 蹲點                                      | 蹲點                                                      | 關西電視台                | 中村玉緒（貞子） 下條正巳（下岡） 高津住男（柚木）                        | 「松本清張連續劇」 |
| 1966   | 熱空氣                                    | 熱空氣                                                    | 關西電視台                | 望月優子（河野信子） 楠田薰（稻村春子） 渡邊文雄（稻村達也）              | 「松本清張連續劇」 |
| 1966   | 万葉翡翠                                  | 万葉翡翠                                                  | 關西電視台                | 梓美智代 成瀨昌彦 高橋征郎                                                | 「松本清張連續劇」 |
| 1966   | 愛與空白的共謀                            | 愛與空白的共謀                                            | 關西電視台                | 高千穗火鶴 丹阿弥谷津子 大坂志郎                                          | 「松本清張連續劇」 |
| 1966   | 臉                                        | 臉                                                        | 關西電視台                | 山崎努 内田稔 谷育子                                                      | 「松本清張連續劇」 |
| 1966   | 口譯                                      | 口譯                                                      | 關西電視台                | 佐藤慶 野川由美子 伊藤雄之助                                              | 「松本清張連續劇」 |
| 1966   | 逃亡                                      | 逃亡                                                      | NET電視台                 | 三田佳子 加藤剛（源次） 中谷一郎                                          | 共10集 「National黃金劇場」 |
| 1966   | 甲府在番                                  | 甲府在番                                                  | 富士電視台                | 山本富士子 尾上梅幸                                                       | 共2集 「晚十點劇場」 |
| 1967   | 文五捕物繪圖                              | 虎 （紅色印刷的江戶流言） 見世物師 （紅色印刷的江戶流言） | NHK                       | 杉良太郎（文五） 露口茂（丑吉） 東野英治郎（文五郎）                      | 共76集 以短篇『虎』『見世物師』為基礎編寫、第5屆銀河獎期間奨励獎得獎作品 劇本：倉本聰、佐佐木守、石堂淑朗等 |
| 1967   | 霧之旗                                    | 霧之旗                                                    | NET電視台                 | 芦田伸介（大塚欽三） 廣瀨美沙（柳田桐子） 草笛光子                        | 共4集 「National黃金劇場」 |
| 1968   | 等一年半                                  | 等一年半                                                  | 富士電視台                | 森光子（須村里子） 根上淳（須村要吉） 稻野和子（脇田静代）                | 「明星推理劇場」 |
| 1968   | 車宿                                      | 車宿                                                      | TBS                       | 山村聰 淡島千景 二木照美                                                  | 「東芝星期日劇場」 |
| 1968   | 黑色陷阱                                  | 卡爾內阿德斯的船板                                        | 日本電視台                | 松村達雄 中村早苗                                                         | 「Suspense劇場」 |
| 1969   | 球形荒野                                  | 球形荒野                                                  | NHK                       | 山本陽子（野上久美子） 森雅之（野上顯一郎） 入川保則（添田彰一）          | 共5集 「星期三劇場」 |
| 1969   | 霧之旗                                    | 霧之旗                                                    | 富士電視台                | 栗原小卷（柳田桐子） 三國連太郎（大塚欽三） 大塚道子                      | 共6集 「女性劇場」 第10屆銀河獎期間奨励獎得獎作品 |
| 1970   | 風之視線                                  | 風之視線                                                  | 富士電視台                | 金井由美 三矢歌子 劍持伴紀                                                | 15分電視劇、共65集 |
| 1970   | 波之塔                                    | 波之塔                                                    | TBS                       | 櫻町弘子（結城賴子） 明石勤（小野木喬夫） 早瀨久美                        | 共45集 「花王愛之劇場」 |
| 1970   | 霧冰之影                                  | 山峡之章 中央流沙                                         | 富士電視台                | 濱美枝 菅貫太郎 原田芳雄                                                  | 共4集 「女性劇場」 |
| 1970   | 蹲點                                      | 蹲點                                                      | 日本電視台                | 加藤剛（柚木） 八千草薰（貞子） 濱田寅彦（下岡）                          | 「家庭劇場」、共6集 劇本：橋本忍 八千草薰在第15屆銀河獎獲得期間奨励獎 |
| 1971   | 零之焦點                                  | 零之焦點                                                  | NHK                       | 十朱幸代（鵜原禎子） 露口茂（本多良雄） 奈良岡朋子（室田佐知子）          | 「銀河電視劇」、全15回 劇本：石堂淑朗 十朱幸代獲得日本放送作家協会女性演技獎 奈良岡朋子在16屆銀河獎獲得期間奨励獎 |
| 1971   | 水之火焰                                  | 水之火焰                                                  | 中部日本放送              | 香山美子 木村功 瀧田裕介                                                  | 15分電視劇、共65集 |
| 1971   | 愛與死之沙漠                              | 沙漠之鹽                                                  | 關西電視台                | 平幹二朗（谷口真吉） 小川眞由美（野木泰子） 井上孝雄（野木保雄）          | 共26集 小川眞由美獲得第12屆日本放送作家協会獎演技者獎 |
| 1971   | 蘆葦浮船                                  | 蘆葦浮船                                                  | NET電視台                 | 佐久間良子 北村和夫 中谷一郎                                              | 「National黃金劇場」5周年紀念 |
| 1971   | 影之車                                    | 潜在光景                                                  | 富士電視台                | 日色巴 園井啟介 岡本久人                                                  | 共40集 「Lion夫人劇場」 |
| 1972   | 霧之旗                                    | 霧之旗                                                    | NHK                       | 植木真理子（柳田桐子） 森雅之（大塚欽三） 岡田茉莉子（河野径子）          | 「銀河電視劇」、共5集 劇本：石堂淑朗 獲得第12屆日本Telefilm技術獎奨励獎（攝影） |
| 1972   | 白晝之月                                  | 事故                                                      | 東海電視台                | 市川和子 土屋嘉男 下條正巳                                                | 共50集 音樂：渡邊宙明 |
| 1972   | 山峡之章                                  | 山峡之章                                                  | 日本電視台                | 大空眞弓（朝川昌子） 久富惟晴（堀澤英夫） 藤龍也（吉木信弘）              | 共7集 音樂：大野雄二 「星期二的女人系列」 |
| 1973   | 買地方報紙的女人                          | 買地方報紙的女人                                          | 富士電視台                | 夏圭子（潮田芳子） 山本圭（木澤） 井川比佐志（杉本隆治）                  | 圓谷Production製作 「恐怖劇場Unbalance」 劇本：小山内美江子 |
| 1973   | 波之塔                                    | 波之塔                                                    | NHK                       | 加賀麻里子（結城賴子） 濱畑賢吉（小野木喬夫） 神山繁                      | 共30集 音樂：冨田勳 「銀河電視小説」 |
| 1975   | 遙遠的接近                                | 遙遠的接近                                                | NHK                       | 小林桂樹（山尾） 笠智眾（山尾的父親） 吉行和子（山尾的妻子妻）            | 布拉格国際電視節金獎作品 第30屆文化廳藝術節優秀作品 導演：和田勉 「星期六電視劇」、松本清張本人出演 |
| 1975   | 中央流沙                                  | 中央流沙                                                  | NHK                       | 川崎敬三（山田事務官） 佐藤慶（岡村局長） 内藤武敏（倉橋課長輔佐）        | 布拉格国際電視節金獎作品 導演：和田勉 「星期六電視劇」、松本清張本人出演 |
| 1975   | 愛的斷層                                  | 寒流                                                      | NHK                       | 平幹二朗（沖野一郎） 香山美子（前川奈美） 中谷一郎（桑山英己）            | 「星期六電視劇」 松本清張本人出演 |
| 1975   | 事故                                      | 事故                                                      | NHK                       | 田村高廣（加納和郎） 山本陽子（山西三千代） 佐野浅夫（高田悠藏）          | 「星期六電視劇」 松本清張本人出演 |
| 1975   | 儀式場的微笑                              | 儀式場的微笑                                              | TBS                       | 十朱幸代 山本學 風見章子                                                  | 「東芝星期日劇場」 |
| 1976   | 煞車                                      | 煞車                                                      | 日本電視台                | 岸田今日子（津留江利子） 千葉裕（津留恭太） 渥美国泰（津留良夫）          | 共20集 「愛之冒險劇場」 |
| 1976   | 等一年半                                  | 等一年半                                                  | 日本電視台                | 市原悦子（須村里子） 唐澤英二 緑魔子                                      | 共20集 「愛之冒險劇場」 |
| 1976   | 火之路                                    | 火之路                                                    | NHK                       | 栗原小卷（高須通子） 芦田伸介（海津信六） 久我美子                        | 共7集 「人間模樣系列」 |
| 1976   | 零之焦點                                  | 零之焦點                                                  | 日本電視台                | 土田早苗（鵜原禎子） 北村總一朗（鵜原憲一） 大門正明（本多良雄）          | 共25集 「愛之冒險劇場」 |
| 1976   | 水之火焰                                  | 水之火焰                                                  | 毎日放送                  | 三矢歌子 佐原健二 入川保則                                                | 「妻子與女性系列」 15分電視劇、共85集 |
| 1976   | 裁決的夏天                                | 蹲點                                                      | 日本電視台                | 林美智子（貞子） 堀越節子 近藤宏                                          | 共20集 「愛之冒險劇場」 |
| 1977   | 二樓                                      | 二樓                                                      | TBS                       | 十朱幸代（竹澤幸子） 山口崇（竹澤英二） 渡邊美佐子（坪川裕子）            | 「東芝星期日劇場」 |
| 1977   | 紅月亮                                    | 高校殺人事件                                              | NHK                       | 高野浩幸（羽島謙） 村地弘美（井出加奈江） 小松方正（羽島壮吉）            | 共20集 「少年連續劇」 |
| 1977   | 白色黑暗                                  | 白色黑暗                                                  | TBS                       | 吉永小百合（小關信子） 草刈正雄（高瀨俊吉） 二木照美（田所常子）          | 「東芝星期日劇場」 |
| 1977   | 突然的狂風                                | 突然的狂風                                                | TBS                       | 三田佳子（葉村明子） 岡本富士太（藤田良一） 金田龍之介（葉村寿男）        | 「東芝星期日劇場」 |
| 1977   | 砂之器                                    | 砂之器                                                    | 富士電視台                | 仲代達矢（今西榮太郎） 田村正和（和賀英良） 真野響子（三原雪子）          | 「黃金連續劇」、共6集 第32屆文化廳藝術節参選作品 音樂：菊池俊輔 ※在1985年「星期五女性特別劇」中改編為1集播出 |
| 1977   | 棲息分布                                  | 棲息分布                                                  | NHK                       | 瀧澤修（井戶原俊敏） 佐藤慶（根本安雄） 津島惠子（井戶原初子）            | 劇本：石堂淑朗 導演：和田勉 「星期六電視劇」、松本清張本人出演 |
| 1977   | 最後的自畫像                              | 車站路                                                    | NHK                       | 石田亞由美（福村慶子） 加藤治子（小塚百合子） 内藤武敏（呼野刑警）        | 劇本：向田邦子 導演：和田勉 「星期六電視劇」、松本清張本人出演 |
| 1977   | 依賴人                                    |                                                           | NHK                       | 太地喜和子 小澤榮太郎 二木照美                                            | 「星期六電視劇」 松本清張本人出演 |
| 1977   | 找尋的人                                  |                                                           | NHK                       | 林隆三 鰐淵晴子 小山明子                                                  | 「星期六電視劇」 松本清張本人出演 |
| 1977   | 玻璃城                                    | 玻璃城                                                    | 朝日電視台                | 長山藍子 長門裕之 柳生博                                                  | 「星期六Wide劇場」 |
| 1977   | 證明                                      | 證明                                                      | TBS                       | 大原麗子（高木久美子） 山本學（高木信夫） 渡邊文雄（平井）                | 「東芝星期日劇場」 |
| 1978   | 松本清張的「聲音」 電話是死亡的耳語       | 聲音                                                      | 朝日電視台                | 音無美紀子（小谷朝子） 秋野太作（小谷茂雄） 泉平子（小野寺良江）          | 「星期六Wide劇場」 |
| 1978   | 球形荒野                                  | 球形荒野                                                  | 富士電視台                | 栗原小卷（野上久美子） 瀧澤修（野上顯一郎） 村井国夫（添田彰一）          | 共5集 「黃金連續劇」 |
| 1978   | 蹲點                                      | 蹲點                                                      | TBS                       | 吉永小百合（貞子） 荻島眞一（柚木） 佐野浅夫（横川）                      | 「東芝星期日劇場」 |
| 1978   | 賣馬的女人                                | 賣馬的女人                                                | TBS                       | 倍賞千惠子（星野花江） 渡邊文雄（米村重一郎） 財津一郎（八田英吉）        | 「東芝星期日劇場」 |
| 1978   | 被轉交的場面                              | 被轉交的場面                                              | 朝日電視台                | 杉浦直樹（越智達雄） 太地喜和子（真野信子） 織田粲                        | 共4集 「National黃金劇場」 |
| 1978   | 心之影                                    | 臉                                                        | TBS                       | 大空真弓（井野良枝） 三上真一郎（山田龍夫） 横山道代（川口伸子）          | 「東芝星期日劇場」 |
| 1978   | 天城山奇案                                | 天城山奇案                                                | NHK                       | 大谷直子（大塚花） 佐藤慶（土工） 鶴見辰吾（少年）                        | 獲得第33屆文化廳藝術節電視劇部門大獎 導演：和田勉 「星期六電視劇」、松本清張本人出演 |
| 1978   | 襪子                                      | 襪子 （隱花裝飾）                                         | TBS                       | 池内淳子（津田京子） 平幹二朗（村井英夫） 河内桃子                        | 「東芝星期日劇場」 |
| 1978   | 虚飾的花園                                | 不穿囚服的女囚犯                                          | NHK                       | 岡田嘉子（栗宮多加子） 奈良岡朋子（村瀨妙子） 内藤武敏（赤塚刑警事）      | 「星期六電視劇」 松本清張本人出演 |
| 1978   | 記憶                                      | 不安                                                      | TBS                       | 十朱幸代（平井良子） 新克利（平井貞夫） 兒玉清（野上和也）                | 「東芝星期日劇場」 |
| 1978   | 等一年半                                  | 等一年半                                                  | NHK                       | 香山美子（須村里子） 南風洋子（高森瀧子） 早川保（須村要吉）              | 「星期六電視劇」 松本清張本人出演 |
| 1978   | 混聲森林                                  | 混聲森林                                                  | TBS                       | 丹波哲郎 東野英治郎 佐藤慶                                                | 共5集 劇本：石堂淑朗 |
| 1978   | 火之記憶                                  | 火之記憶                                                  | NHK                       | 高岡建治（高村泰雄） 秋吉久美子（文/頼子） 村野武範（河田忠一）           | 導演：和田勉 「星期六電視劇」 松本清張本人出演 |
| 1978   | 松本清張的「臉」 死亡斷崖                 | 臉                                                        | 朝日電視台                | 倍賞千惠子（井野良子） 山口崇（塚本俊） 泉平子                            | 「星期六Wide劇場」 |
| 1979   | 犯罪廣告                                  | 犯罪廣告                                                  | 朝日電視台                | 檀富美 田村亮（末永甚吉） 南原宏治（池浦源作）                            | 「星期六Wide劇場」 |
| 1979   | 熱空氣                                    | 熱空氣                                                    | TBS                       | 森光子（河野信子） 林美智子 長門裕之（稻村達也）                          | 「東芝星期日劇場」 |
| 1979   | 未曾聽聞的場所                            | 未曾聽聞的場所                                            | 朝日電視台                | 藤田誠（浅井恒雄） 大谷直子（浅井英子） 長谷川明男（久保孝之助）          | 「星期六Wide劇場」 |
| 1979   | 手指                                      | 手指                                                      | TBS                       | 山本陽子（福江弓子） 水谷八重子（生方恒子） 岡本富士太                    | 「東芝星期日劇場」 |
| 1979   | 松本清張的種族同盟 湖上偽装殺人事件       | 種族同盟                                                  | 朝日電視台                | 小川眞由美 高橋幸治 金澤碧                                                | 「星期六Wide劇場」 |
| 1979   | 松本清張的「繩子」 恐怖的大迴轉遊覧車     | 繩子                                                      | 朝日電視台                | 酒井和歌子 宇津宮雅代 中山仁                                              | 「星期六Wide劇場」 |
| 1980   | 帝銀事件 大量殺人! 獄中32年的死刑囚       | 小說帝銀事件                                              | 朝日電視台                | 仲谷昇（平澤貞通） 田中邦衛（古志田副警長） 橋本功（稻佐檢察官）          | 獲得第17屆銀河獎月間獎 劇本：新藤兼人 「星期六Wide劇場」 |
| 1980   | 地之骨                                    | 地之骨                                                    | 朝日電視台                | 江守徹 松原智惠子 松橋登                                                  | 「星期六Wide劇場」 |
| 1980   | 天才女畫家                                | 天才女畫家                                                | NHK                       | 竹下景子（降田良子） 佐藤慶（小池直吉） 鹿賀丈史（梅津久直）              | 「星期六電視劇」 |
| 1980   | 奔跑的男人                                | 奔跑的男人                                                | 朝日電視台                | 濱木綿子 田中明夫 山城新伍                                                | 「傑作推理劇場」第1集 |
| 1980   | The 商社                                  | 空城                                                      | NHK                       | 山崎努（上杉二郎） 片岡仁左衛門（江坂要造） 夏目雅子（松山真紀）          | 共4集、導演：和田勉，分別在東京、紐約、倫敦、聖約翰四地拍攝 第13屆電視大獎優秀節目獎 和田勉獲得1981年黃金飛翔獎黃金飛翔協会獎 |
| 1980   | 白色黑暗                                  | 白色黑暗                                                  | 朝日電視台                | 音無美紀子（小關信子） 津川雅彦（小關精一） 速水亮（高瀨俊吉）            | 「星期六Wide劇場」 |
| 1981   | 小旅館                                    | 小旅館                                                    | 朝日電視台                | 田村高廣（森田修平） 坂口良子（森田敦子） 目黑祐樹（森田順治）            | 「星期六Wide劇場」 |
| 1981   | 死馬                                      | 死馬                                                      | 朝日電視台                | 小川眞由美（池野三沙子） 山本亘（秋岡辰夫） 山形勳（池野典也）            | 「星期六Wide劇場」 |
| 1981   | 強大的螞蟻                                | 強大的螞蟻                                                | 讀賣電視台                | 濱木綿子（澤田伊佐子） 加藤嘉 川津祐介                                    | 「星期四黃金劇場」 |
| 1981   | 百圓硬幣                                  | 百圓硬幣 （隱花裝飾）                                     | 朝日電視台                | 石田亞由美 川地民夫 上村香子                                              | 「傑作推理劇場」 |
| 1981   | 球形荒野                                  | 球形荒野                                                  | 日本電視台                | 島田陽子（野上久美子） 三船敏郎（野上顯一郎） 中村雅俊（添田彰一）        | 「星期二冒險劇場」第1集 |
| 1981   | 山峡之章                                  | 山峡之章                                                  | 朝日電視台                | 音無美紀子（朝川昌子） 小野寺昭（吉木恒平） 目黑祐樹（堀澤英夫）          | 收視率28.0%，為松本清張作品改編電視劇中最高之一 「星期六Wide劇場」 |
| 1981   | 文吾捕物帳                                | 虎 （紅色印刷的江戶流言） 見世物師 （紅色印刷的江戶流言） | 朝日電視台                | 瀧田榮（文吾） 平幹二朗（片桐夏之進） 泉平子（阿近）                      | 共26集 以短篇『虎』『見世物師』改編 劇本：小川英、星川清司等 |
| 1981   | 買地方報紙的女人                          | 買地方報紙的女人                                          | 朝日電視台                | 安奈淳（潮田芳子） 田村高廣（杉本隆治） 室田日出男                        | 音樂：羽田健太郎 「星期六Wide劇場」 |
| 1981   | 10万分之1的偶然                           | 十万分之一的偶然                                          | 日本電視台                | 關根惠子（山内明子） 泉谷滋（山鹿恭介） 岸田森（古家庫之助）              | 「星期二冒險劇場」 |
| 1982   | 黑色皮革手冊                              | 黑色皮革手冊                                              | 朝日電視台                | 山本陽子（原口元子） 田村正和（安島富夫） 三國連太郎（楢林謙治）          | 共6集 |
| 1982   | 獸道                                      | 獸道                                                      | NHK                       | 名取裕子（成澤民子） 山崎努（小瀧章二郎） 西村晃（鬼頭洪太）              | 第15屆電視大獎優秀節目獎作品 「星期六電視劇」、共3集 劇本：詹姆斯·三木 導演：和田勉 |
| 1982   | 書法教師                                  | 書法教師                                                  | 朝日電視台                | 近藤正臣（川上克次） 生田悦子（川上保子） 風吹純（神谷文子）              | 「星期六Wide劇場」 |
| 1982   | 化淡妝的男人                              | 化淡妝的男人                                              | 朝日電視台                | 岡田茉莉子 池波志乃 土屋嘉男                                              | 春之傑作推理劇場 |
| 1982   | 花冰                                      | 花冰                                                      | 日本電視台                | 近藤正臣（粕谷為三） 風吹純（坂本登代子） MIE                             | 「星期二冒險劇場」 |
| 1982   | 風之氣息                                  | 風之氣息                                                  | 朝日電視台                | 栗原小卷 根津甚八 高橋惠子                                                | 劇本：新藤兼人 「星期六Wide劇場」 |
| 1982   | 内海之輪                                  | 内海之輪                                                  | TBS                       | 瀧田榮（江村宗三） 宇津宮雅代（西田美奈子） 岡真由美（中根佐世子）        | 「The Suspense」 |
| 1982   | 事故                                      | 事故                                                      | 朝日電視台                | 松原智惠子（山西勝子） 山口崇（田中幸雄） 宮下順子（濱田久子）            | 「星期六Wide劇場」 |
| 1982   | 時間的習俗                                | 時間的習俗                                                | TBS                       | 萩原健一（三原紀一） 藤真利子 中谷一郎（峰岡周一）                        | 「The Suspense」 |
| 1982   | 手指                                      | 手指                                                      | 日本電視台                | 名取裕子（福江弓子） 松尾嘉代（生方恒子） 吉行和子（細井芳子）            | 收視率28.0%，為松本清張作品改編電視劇中最高之一 「星期二冒險劇場」最高收視率作品 |
| 1982   | 臉                                        | 臉                                                        | TBS                       | 烏丸節子（夏川圭） 浅茅陽子（夏川由紀） 柴田恭兵（山下京介）              | 「星期五解謎劇場」 |
| 1982   | 車站路                                    | 車站路                                                    | 朝日電視台                | 田村高廣（小塚貞一） 古手川祐子（小塚朋子） 河内桃子（小塚百合子）        | 「星期六Wide劇場」 |
| 1982   | 脊梁                                      | 脊梁                                                      | 日本電視台                | 池上季實子（川田朋子） 加藤治子 清水健太郎（村尾宗一）                    | 「星期二冒險劇場」 |
| 1982   | 賣馬的女人                                | 賣馬的女人                                                | TBS                       | 風吹純（星野花江） 泉谷滋（八田英吉） 松本留美（八田直子）                | 「The Suspense」 |
| 1982   | 危險斜面                                  | 危險斜面                                                  | 朝日電視台                | 水澤亞紀（野關良子） 田島令子（野關利江） 山本圭（秋場文作）              | 「星期六Wide劇場」 |
| 1982   | 交通事故死亡1名                           | 交通事故死亡1名 （死之枝）                                | 日本電視台                | 林隆三（小山田） 阿部静江 山田吾一                                        | 「星期二冒險劇場」 |
| 1983   | 霧之旗                                    | 霧之旗                                                    | 日本電視台                | 大竹忍（柳田桐子） 二谷英明（大塚欽三） 小川眞由美（河野径子）            | 劇本：市川森一 「星期二冒險劇場」 |
| 1983   | 殺人行奥之細道                            | 殺人行奥之細道                                            | 朝日電視台                | 竹下景子（芦名麻佐子） 八千草薰（芦名隆子） 鹿賀丈史（西村五郎）          | 「星期六Wide劇場」 |
| 1983   | 寒流                                      | 寒流                                                      | 朝日電視台                | 露口茂（沖野一郎） 梶芽衣子（前川奈美） 山口崇（桑山英己）                | 「星期六Wide劇場」 |
| 1983   | 坡道的房子                                | 坡道的房子                                                | 日本電視台                | 坂口良子（杉田梨枝子） 長門裕之（寺島吉太郎） 石田純一（山口武豐）        | 「星期二冒險劇場」 |
| 1983   | 喪失                                      | 喪失                                                      | 讀賣電視台                | 大原麗子 風間杜夫 三國連太郎                                              | 「星期四黃金劇場」 |
| 1983   | 共犯者                                    | 共犯者                                                    | TBS                       | 平幹二朗（堀内啟造） 尾藤功男（萬木武志） 畑中葉子（竹岡美智子）          | 「The Suspense」 |
| 1983   | 夜光階梯                                  | 夜光階梯                                                  | 毎日放送                  | 石田亞由美（枝村幸子） 風間杜夫（佐山道夫） 岡田茉莉子（波多野雅子）      | 共4集 |
| 1983   | 煞車                                      | 煞車                                                      | 日本電視台                | 長山藍子（津留江利子） 船越英一郎（津留恭太） 山本學（旗島信雄）          | 「星期二冒險劇場」 |
| 1983   | 溺水峽谷 黃蜂刺一下就會死！               | 溺水峽谷                                                  | 朝日電視台                | 近藤正臣（大屋圭造） 梶芽衣子（藤岡真佐子） 浅茅陽子                      | 「星期六Wide劇場」 |
| 1983   | 零之焦點                                  | 零之焦點                                                  | TBS                       | 星野知子（鵜原禎子） 竹下景子（田沼久子） 大谷直子（室田佐知子）          | 劇本：山田洋次、橋本忍 「The Suspense」 |
| 1983   | 蒼白描點                                  | 蒼白描點                                                  | 富士電視台                | 藤谷美和子（白井典子） 高橋悦史（白井良介） 吉行和子（村谷阿沙子）        | 「星期四家庭劇場」 |
| 1983   | 連環                                      | 連環                                                      | 朝日電視台                | 片平渚（宇都宮早苗） 森本礼央（笹井誠一） 千秋直美（下島滋子）            | 「星期六Wide劇場」 |
| 1983   | 熱空氣 家政婦的見證! 夫婦的秘密「燒焦了」 | 熱空氣                                                    | 朝日電視台                | 市原悦子（河野信子） 吉行和子（稻村春子） 柳生博（稻村達也）              | 「家政婦的見證」第1集 收視率27.7% 「星期六Wide劇場」 |
| 1983   | 蜉蝣繪圖                                  | 蜉蝣繪圖                                                  | 富士電視台                | 古谷一行（島田新之助） 山口果林（豐春） 中島由多加（美代）                | 「時代劇特集」 音樂：菊池俊輔 |
| 1983   | 未知的動機                                | 新開地事件                                                | 日本電視台                | 藤真利子（長野富子） 吉行和子（長野久） 高岡建治（下田忠夫）              | 「星期二冒險劇場」 |
| 1983   | 西海道談綺                                | 西海道談綺                                                | 西日本電視台 富士電視台   | 松平健（惠之助） 古手川祐子（阿娟） 風祭由紀（志津）                      | 「時代劇特集」 西日本電視台開設25周年紀念 |
| 1983   | 波之塔                                    | 波之塔                                                    | NHK                       | 佐久間良子（結城賴子） 山崎努（結城庸雄） 鹿賀丈史（小野木喬夫）          | 「星期六電視劇」、共3集 劇本：詹姆斯·三木 導演：和田勉 |
| 1983   | 突然的狂風                                | 突然的狂風                                                | TBS                       | 前田吟 根岸季衣 泉純                                                      | 「The Suspense」 |
| 1983   | 断線                                      | 断線                                                      | 朝日電視台                | 松田優作（瀧村光夫） 風吹純（濱井乃里子） 木村理惠（瀧村英子）            | 「星期六Wide劇場」 |
| 1984   | 黑色皮革手冊                              | 黑色皮革手冊                                              | TBS                       | 大谷直子（原口元子） 奈良富士子（山田波子） 谷啟（村井亨）                | 共40集 「花王愛之劇場」 |
| 1984   | 蘆葦浮船                                  | 蘆葦浮船                                                  | 朝日電視台                | 渡瀨恒彦（小關） 坂口良子 津川雅彦                                        | 「星期六Wide劇場」 |
| 1984   | 地之骨                                    | 地之骨                                                    | 富士電視台                | 田村正和 梶芽衣子 佐藤慶                                                  | 「星期五家庭劇場」 |
| 1984   | 等一年半                                  | 等一年半                                                  | 日本電視台                | 小柳留美子（須村里子） 樹木希林（高森瀧子） 勝野洋（岡島）                | 「星期二冒險劇場」 |
| 1984   | 證言                                      | 證言                                                      | 朝日電視台                | 柳生博（石野貞一郎） 市毛良枝（梅谷千惠子） 熊谷真實（杉山理惠）          | 「星期六Wide劇場」 |
| 1984   | 黑色回廊                                  | 黑色回廊                                                  | 日本電視台                | 栗原小卷（土方悦子） 龍雷太（門田秋雄） 淡島千景（梶原澄子）              | 「星期二冒險劇場」 |
| 1984   | 黑色福音                                  | 黑色福音                                                  | TBS                       | 宇津井健（藤澤刑警） 片平渚（生田世津子） 三浦友和（市村刑警）            | 劇本：新藤兼人 |
| 1985   | 壞傢伙們                                  | 壞傢伙們                                                  | 日本電視台                | 名取裕子（槙村隆子） 古谷一行（戶谷信一） 原田芳雄（下見澤作雄）          | 「星期二冒險劇場」 |
| 1985   | 高台的房子                                | 高台的房子                                                | 朝日電視台                | 岡田茉莉子（深良宗子） 片平渚（深良幸子） 篠田三郎（山根辰雄）            | 「星期六Wide劇場」 |
| 1985   | 動如脫兔 岡倉天心                         | 岡倉天心·內部之敵                                         | NHK                       | 山崎努（岡倉天心） 名取裕子（九鬼波津） 樋口可南子（岡倉基子）            | 導演：和田勉 原作為1984年的人物傳記 |
| 1985   | 過度支付的相親                            | 過度支付的相親                                            | TBS                       | 名取裕子（萱野幸子） 若山富三郎（萱野德右衛門） 名高達男（桃川恒夫）      | 「星期三特別劇」 |
| 1985   | 黑色畫集 繩子                             | 繩子                                                      | 富士電視台                | 淺丘瑠璃子 近藤正臣 佐藤允                                                | 「星期五女性特別劇」 |
| 1986   | 黑色樹海                                  | 黑色樹海                                                  | 朝日電視台                | 中井貴惠（笠原祥子） 山本學 金澤碧（笠原信子）                            | 「星期六Wide劇場」 |
| 1986   | 夜光階梯                                  | 夜光階梯                                                  | 日本電視台                | 古谷一行（桑山信爾） 坂口良子（枝村幸子） 平淑惠（桑山節子）              | 音樂：三枝成章 「星期二冒險劇場」 |
| 1986   | 作為紀念…                                 | 作為紀念 （隱花裝飾）                                     | 關西電視台                | 藤真利子（福井瀧子） 古尾谷雅人（寺内良二） 清水紘治（良二的哥哥）        | 9週連續劇「松本清張的冒險 隱花裝飾」 第2屆文化廳藝術作品獎電視劇部門獲獎作品 |
| 1986   | 襪子                                      | 襪子 （隱花裝飾）                                         | 關西電視台                | 岩下志麻（津田京子） 高橋悦史 萩尾綠                                      | 9週連續劇「松本清張的冒險 隱花裝飾」 音樂：三枝成章 |
| 1986   | 目送                                      | 目送 （隱花裝飾）                                         | 關西電視台                | 司葉子 蜷川有紀 仲谷昇                                                    | 9週連續劇「松本清張的冒險 隱花裝飾」 音樂：三枝成章 |
| 1986   | 愛犬                                      | 愛犬 （隱花裝飾）                                         | 關西電視台                | 小川眞由美 山内明 小林稔侍                                                | 9週連續劇「松本清張的冒險 隱花裝飾」 音樂：三枝成章 |
| 1986   | 箱根初詣                                  | 箱根初詣 （隱花裝飾）                                     | 關西電視台                | 真野梓 戶川純 金田龍之介                                                  | 9週連續劇「松本清張的冒險 隱花裝飾」 |
| 1986   | 遺墨                                      | 遺墨 （隱花裝飾）                                         | 關西電視台                | 大瀧秀治 岸田今日子 島村佳江                                              | 9週連續劇「松本清張的冒險 隱花裝飾」 |
| 1986   | 沙包                                      | 沙包 （隱花裝飾）                                         | 關西電視台                | 野川由美子 高橋幸治 河原崎建三                                            | 9週連續劇「松本清張的冒險 隱花裝飾」 |
| 1986   | 再春                                      | 再春 （隱花裝飾）                                         | 關西電視台                | 檀富美（鳥見可寿子） 三浦浩一 加藤治子                                    | 9週連續劇「松本清張的冒險 隱花裝飾」 |
| 1986   | 百圓硬幣                                  | 百圓硬幣 （隱花裝飾）                                     | 關西電視台                | 池上季實子 奥田瑛二 澤井桂子                                              | 9週連續劇「松本清張的冒險 隱花裝飾」 |
| 1987   | 絢爛的流離（第1話） 美麗人妻的復仇        | 土俗玩具 （絢爛的流離）                                   | 朝日電視台                | 真野響子 江原真二郎 中島久之                                              | 4夜連續劇 |
| 1987   | 絢爛的流離（第2話） 銀座之女的完全犯罪    | 陰影 （絢爛的流離）                                       | 朝日電視台                | 小川眞由美 池部良 本田博太郎                                              | 4夜連續劇 |
| 1987   | 絢爛的流離（第3話） 離婚新娘的殺意        | 夕陽城 （絢爛的流離）                                     | 朝日電視台                | 眞野梓（山邊澄子） 伊東四朗（栗島） 五代高之（平垣新一）                  | 4夜連續劇 |
| 1987   | 絢爛的流離（第4話） 千金小姐的危險誘惑    | 消滅 （絢爛的流離）                                       | 朝日電視台                | 和由布子（登代子） 西川弘志（次郎） 並木史朗（崎川）                      | 4夜連續劇 |
| 1987   | 被轉交的場面                              | 被轉交的場面                                              | 日本電視台                | 古谷一行（越智達雄） 坂口良子（真野信子） 京本政樹（下坂一夫）            | 共2集 「星期二冒險劇場」 |
| 1987   | 買地方報紙的女人                          | 買地方報紙的女人                                          | 富士電視台                | 小柳留美子（潮田芳子） 篠田三郎 露口茂（杉本隆治）                        | 第27回日本電視台技術獎攝影部門獲獎作品 「電視劇之夜」 |
| 1987   | 六疊的生涯                                | 六疊的生涯                                                | 讀賣電視台                | 植木等（志井田博作） 千秋直美（志井田望子） 宮下順子（吉倉登美）          | 第25回銀河獎奨励獎獲獎作品 「星期四黃金劇場」 |
| 1988   | 潜在光景                                  | 潜在光景                                                  | 關西電視台                | 水谷豐 大谷直子 藤田三保子                                                | 4週連續劇場「星期一冒險」 |
| 1988   | 愛與空白的共謀                            | 愛與空白的共謀                                            | 關西電視台                | 岡江久美子（勝野章子） 井上順 清水章吾                                    | 4週連續劇場「星期一冒險」 |
| 1988   | 拐帶行                                    | 拐帶行                                                    | 關西電視台                | 石橋保 渡邊典子 高松英郎                                                  | 4週連續劇場「星期一冒險」 |
| 1988   | 年輕男友                                  | 年輕男友 （死之枝）                                       | 關西電視台                | 小川眞由美 田中隆三 岸部四郎                                              | 4週連續劇場「星期一冒險」 |
| 1988   | 溫柔的地方                                | 溫柔的地方                                                | 日本電視台                | 古谷一行（沼地恭介） 加藤治子（横内辰子） 澤田亞矢子（萩山芳子）          | 「星期二冒險劇場」 |
| 1989   | 霧之旗                                    | 霧之旗                                                    | 文化放送                  | 不明                                                                      | 韓國改編版 |
| 1989   | 搜查範圍外的条件                          | 搜查範圍外的条件                                          | 日本電視台                | 古谷一行（黑井忠男） 伊藤蘭（八代正子） 前田吟（笠岡勇市）                | 「星期二冒險劇場」 |
| 1989   | 婚禮                                      | 婚禮                                                      | 讀賣電視台                | 浅丘瑠璃子（新田元子） 近藤正臣（新田徹吉） 南條玲子（佐伯光子）          | 第27回銀河獎選奨受賞 「星期四黃金劇場」 |
| 1989   | 詩城的旅人                                | 詩城的旅人                                                | NHK                       | 緒形拳（木村信夫） 中川安奈（多島通子） 富司純子（小宮榮二）              | 共5集，在法國拍攝 「Drama 10」 |
| 1990   | 家紋                                      | 家紋 （死之枝）                                           | 日本電視台                | 若村麻由美（雪代） 萩原流行 河原崎次郎                                    | 收視率25.0%。因涉及宗教問題，現在為絕版 「星期二冒險劇場」 |
| 1990   | 黑色天空                                  | 黑色天空                                                  | 朝日電視台                | 藤龍也 赤座美代子 萬田久子                                                | 「星期六Wide劇場」 |
| 1990   | 老春                                      | 老春                                                      | 讀賣電視台                | 井上順 花澤德衛（太田重吉） 浅利香津代                                    | 「星期四黃金劇場」 |
| 1990   | 危險斜面                                  | 危險斜面                                                  | 日本電視台                | 古谷一行（秋場文作） 池上季實子（野關利江） 松本留美（秋場正子）          | 「星期二冒險劇場」 10周年紀念特別篇 |
| 1991   | 文五捕物繪圖 男坂附近                     | 虎 見世物師 （紅色印刷的江戶流言）                        | 日本電視台                | 中村橋之助（文五） 寺尾聰 丹波哲郎                                        | 1967年的連續劇改編 劇本：倉本聰 |
| 1991   | 數字風景                                  | 數字風景                                                  | 朝日電視台                | 古谷一行 島田陽子 岸部一德                                                | 「星期六Wide劇場」 |
| 1991   | 西鄉紙鈔                                  | 西鄉紙鈔                                                  | TBS                       | 緒形直人（樋村雄吾） 仙道敦子（塚村季乃） 蟹江敬三（杉山卓二）            | 第29屆銀河獎奨励獎得獎作品 「星期一特別劇」 松本清張作家活動40周年紀念 |
| 1991   | 波之塔                                    | 波之塔                                                    | 富士電視台                | 池上季實子（結城賴子） 神田正輝（小野木喬夫） 西岡德馬（結城庸雄）        | 「星期五電視劇場」 松本清張作家活動40周年紀念 |
| 1991   | 等一年半                                  | 等一年半                                                  | 朝日電視台                | 多岐川裕美（須村里子） 小川眞由美（高森瀧子） 篠田三郎（岡島久男）        | 「星期六Wide劇場」 松本清張作家活動40周年紀念 |
| 1991   | 零之焦點                                  | 零之焦點                                                  | 日本電視台                | 眞野梓（鵜原禎子） 林隆三（北村副警長） 增田惠子（室田佐知子）            | 劇本：新藤兼人 「星期二冒險劇場」 松本清張作家活動40周年紀念 |
| 1991   | 黑色畫集 坡道的房子                       | 坡道的房子                                                | TBS                       | 黑木瞳（杉田梨枝子） 碇矢長介（寺島吉太郎） 沖田浩之（山口武重）          | 「星期一特別劇」 松本清張作家活動40周年紀念 |
| 1991   | 蹲點                                      | 蹲點                                                      | 富士電視台                | 大竹忍（貞子） 田原俊彦（柚木） 井川比佐志（上岡）                        | 「星期五電視劇場」 松本清張作家活動40周年紀念 |
| 1991   | 砂之器                                    | 砂之器                                                    | 朝日電視台                | 田中邦衛（今西榮太郎） 佐藤浩市（和賀英良） 大空眞弓（今西芳子）          | 第9屆ATP獎Best 21 松本清張作家活動40週年紀念 |
| 1991   | 霧之旗                                    | 霧之旗                                                    | 朝日電視台                | 安田成美（柳田桐子） 田村高廣（大塚欽三） 阿木燿子（河野径子）            | 「星期六Wide劇場」 松本清張作家活動40週年紀念 |
| 1991   | 獸道                                      | 獸道                                                      | 日本電視台                | 十朱幸代（成澤民子） 江波杏子（正木米子） 草刈正雄（小瀧英正）            | 「星期二冒險劇場」 松本清張作家活動40周年紀念 |
| 1992   | 不安                                      | 不安                                                      | 日本電視台                | 古谷一行（新田順三） 君島十和子（平井良子） 佳那晃子（新田美奈子）        | 「星期二冒險劇場」 松本清張作家活動40周年紀念 |
| 1992   | 球形荒野                                  | 球形荒野                                                  | 富士電視台                | 若村麻由美（野上久美子） 平幹二朗（野上顯一郎） 田中實（添田彰一）        | 「星期五電視劇場」 松本清張作家活動40週年紀念 |
| 1992   | 迷走地圖                                  | 迷走地圖                                                  | TBS                       | 若尾文子（寺西文子） 森本毅郎（外浦卓郎） 世良公則（土井信行）            | 「星期一特別劇」，在洛杉磯拍攝 松本清張作家活動40周年紀念最後一作 松本清張在世時改編的最後一部作品 |
| 1992   | 山峡中的溫泉村                            | 山峡中的溫泉村                                            | 日本電視台                | 古谷一行（太田二郎） 姿晴香（内海元子） 中島由多加（梅田榮子）            | 「星期二冒險劇場」 |
| 1992   | 黑色畫集·證言                             | 證言                                                      | TBS                       | 渡瀨恒彦（石野貞一郎） 岡江久美子（石野春美） 有森也實（梅谷千惠子）      | 「星期一特別劇」 第30回銀河獎奨励獎獲獎作品 |
| 1992   | 疑惑                                      | 疑惑                                                      | 富士電視台                | 石田亞由美（白河球磨子） 石橋凌（秋谷茂一） 小林稔侍（佐原卓吉）          | 「星期五電視劇場」 |
| 1993   | 影之地帶                                  | 影之地帶                                                  | 日本電視台                | 古谷一行（田代利介） 增田惠子（木村礼子） 矢崎滋（久野正一）              | 「星期二冒險劇場」 |
| 1993   | 某〈小倉日記〉傳                          | 某〈小倉日記〉傳                                          | TBS                       | 松坂慶子（村上藤） 筒井道隆（村上耕造） 蟹江敬三（白川慶一郎）            | 松本清張逝世一週年特別企劃作品 第31屆銀河獎優秀獎獲獎作品 1994年日本民間放送連盟獎最優秀獎獲獎作品 筒井道隆獲得第20屆放送文化基金獎個人演技獎 第33屆日本電視台技術獎攝影部門·照明部門獲獎作品 日本電影照明技術者協会最優秀照明獎獲獎作品 第5屆上海電視節電視劇審査委員特別獎獲獎作品 |
| 1993   | D之複合                                   | D之複合                                                   | 富士電視台                | 野村宏伸（濱中三夫） 津川雅彦（伊瀨忠隆） 石田亞由美（伊瀨和代）          | 「星期五娛樂劇場」 |
| 1993   | 異變街道                                  | 異變街道                                                  | 富士電視台                | 古谷一行（三浦銀之助） 藤真利子（阿蔦） 丹波哲郎（隱士）                  | 「星期五娛樂劇場」 |
| 1993   | 買盆栽植物的女人                          | 買盆栽植物的女人                                          | 朝日電視台                | 池上季實子（上濱楢江） 布施博（杉浦淳一） 秋本奈緒美（阿部奈緒子）        | 「星期六Wide劇場」 |
| 1994   | 喪失的儀禮                                | 喪失的儀禮                                                | 日本電視台                | 古谷一行（大塚雅夫） 洞口依子（萩原美奈子） 吉行和子（萩原和枝）          | 「星期二冒險劇場」 |
| 1994   | 零之焦點                                  | 零之焦點                                                  | NHK-BS2                   | 齊藤由貴（鵜原禎子） 萩尾綠（室田佐知子） 永島暎子（田沼久子）            | 共4集 ※1995年在NHK「星期六電視劇」中改為2集重播 |
| 1994   | 草之陰刻                                  | 草之陰刻                                                  | 富士電視台                | 宅麻伸（瀨川良一） 財前直見（大賀冴子） 凱西·高峰（佐佐木信明）           | 「星期五娛樂劇場」 松本清張逝世三週年特別企劃作品 |
| 1994   | 眼之氣流                                  | 眼之氣流                                                  | 東京電視台                | 的場浩司（末永庄一） 二谷英明（小川圭造） 佳那晃子（澄江）                | 東京電視台開設30周年紀念 |
| 1994   | 證明                                      | 證明                                                      | TBS                       | 風間杜夫（高木信夫） 原田美枝子（高木久美子） 内藤剛志（平井忠二）        | 「星期一特別劇」 第32屆銀河獎奨励獎獲獎作品 |
| 1994   | 狀況曲線                                  | 狀況曲線                                                  | 朝日電視台                | 村上弘明（大石謙吉） 七瀨夏美（照葉） 蟹江敬三（矢田部刑警）              | 「星期六Wide劇場」 |
| 1995   | 父系的手指                                | 父系的手指 骨灰罈風景 鄉村医師 恐怖之夜                   | TBS                       | 長塚京三（松本清張） 橋爪功（松本峯太郎） 泉平子（松本谷）                | 「星期一特別劇」 第32屆銀河獎大獎獲獎作品 第11屆文化廳藝術作品獎獲獎作品 |
| 1995   | 微笑的儀式                                | 微笑的儀式                                                | 日本電視台                | 役所廣司（鳥澤良一郎） 内藤剛志（新井大介） 佳那晃子（宅間添子）          | 「星期二冒險劇場」 |
| 1995   | 夜光階梯                                  | 夜光階梯                                                  | TBS                       | 東山紀之（佐山道夫） 黑木瞳（枝村幸子） 小林稔侍（桑山檢察官）            | 「星期一特別劇」 |
| 1995   | 書法教師                                  | 書法教師                                                  | 朝日電視台                | 風間杜夫（川上克次） 多岐川裕美（勝村久子） 原日出子（川上保子）          | 「星期六Wide劇場」 |
| 1996   | 空門事件                                  | 空門事件                                                  | 日本電視台                | 古谷一行（萩野光治） 余貴美子（萩野芳子） 内藤剛志（栗山敏夫）            | 「星期二冒險劇場」 |
| 1996   | 白色黑暗                                  | 白色黑暗                                                  | 東京電視台                | 大竹忍（小關信子） 加勢大周（高瀨俊吉） 寺田農（白木淳三）                | |
| 1996   | 文吾捕物繪圖 蹲點                         | 蹲點 左臂 （無宿人別帳）                                  | 東京電視台                | 中村橋之助（文吾） 萬屋錦之介（卯助） 小西博之                            | 「松本清張原案時代特別劇」 將『蹲點』的人物設定移植到『左臂』的改編作品 |
| 1996   | 繩子                                      | 繩子                                                      | TBS                       | 名取裕子（梅田静子） 内藤剛志（梅田安太郎） 風間杜夫（袴田恭三）          | 「星期一特別劇」 |
| 1996   | 火與汐                                    | 火與汐                                                    | 富士電視台                | 神田正輝（芝村健介） 南果步（芝村美弥子） 内藤剛志（曾根晋吉）            | 「星期五娛樂劇場」 |
| 1996   | 黑色皮革手冊                              | 黑色皮革手冊                                              | 朝日電視台                | 浅野裕子（原口元子） 平幹二朗（楢林謙治） 美木良介（安島富夫）            | 「星期六Wide劇場」 |
| 1997   | 恐嚇者                                    | 恐嚇者                                                    | 日本電視台                | 古谷一行（尾村凌太） 藤真利子（竹岡多惠子） 本田博太郎（加治宇一）        | 「星期二冒險劇場」 |
| 1997   | 未曾聽聞的場所                            | 未曾聽聞的場所                                            | TBS                       | 風間杜夫（浅井恒雄） 大島智子（浅井英子） 原田大二郎（久保孝之助）        | 「星期一特別劇」 |
| 1997   | 霧之旗                                    | 霧之旗                                                    | 富士電視台                | 仲代達矢（大塚欽三） 若村麻由美（柳田桐子） 三浦浩一（阿部啟一）          | 「星期五娛樂劇場」 |
| 1997   | 黑色樹海                                  | 黑色樹海                                                  | 朝日電視台                | 水野真紀（笠原祥子） 鶴見辰吾（吉井榮二） 神田正輝（西脇滿太郎）          | 「星期六Wide劇場」 |
| 1998   | 天城山奇案                                | 天城山奇案                                                | TBS                       | 田中美佐子（大塚花） 蟹江敬三（田島刑警） 二宮和也（少年時代的西浦多吉）  | 第35屆銀河獎優秀獎獲獎作品 第38節日本電視台技術獎錄音部門獲獎作品 元旦特別企劃 |
| 1998   | 熱手絹                                    | 熱手絹                                                    | 讀賣電視台                | 鈴木京香（下澤弘子） 村上弘明（山形佐一） 渡瀨恒彦（長谷部忠雄）          | 讀賣電視台開設40年紀念 |
| 1998   | 化淡妝的男人                              | 化淡妝的男人                                              | 富士電視台                | 風間杜夫（草村卓三） 大谷直子（草村淳子） 齊藤由貴（風松百合）            | 「星期五娛樂劇場」 松本清張逝世七週年特別企劃作品 |
| 1998   | 中央流沙                                  | 中央流沙                                                  | 日本電視台                | 緒形拳（山田喜一郎） 石橋蓮司（西秀太郎） 藤真利子（倉橋祥子）            | 「星期二冒險劇場」 |
| 1999   | 臉                                        | 臉                                                        | TBS                       | 戶田菜穗（井野良子） 齊藤慶子（石岡貞子） 石黑賢（寺島則夫）              | 劇本：大石静 |
| 2000   | 危險斜面                                  | 危險斜面                                                  | TBS                       | 田中美佐子（野崎利江） 風間杜夫（秋場文作） 袴田吉彦（沼田仁一）          | |
| 2001   | 玻璃城                                    | 玻璃城                                                    | 東京電視台 BS Japan       | 岸本加世子（的場郁子） 洞口依子（三上田鶴子） 勝野洋（今西武雄）          | 「女與愛的冒險」 |
| 2001   | 影之車                                    | 潜在光景                                                  | TBS                       | 風間杜夫（濱島幸雄） 原田美枝子（小磯泰子） 浅田美代子（濱島啟子）        | 原田美枝子獲得第38屆銀河獎奨励獎 |
| 2001   | 内海之輪                                  | 内海之輪                                                  | 日本電視台                | 中村雅俊（江村宗三） 十朱幸代（西田美奈子） 紺野美沙子（江村侑子）        | 「星期二冒險劇場」 |
| 2001   | 壞傢伙們                                  | 壞傢伙們                                                  | 東京電視台 BS Japan       | 豐川悦司（戶谷信一） 十朱幸代（藤島千世） 内藤剛志（下見澤作雄）          | 「女與愛的冒險」 |
| 2002   | 逃亡                                      | 逃亡                                                      | NHK                       | 上川隆也（源次） 原田美枝子（阿仙） 浅丘瑠璃子（阿秋）                    | 共6集 「星期五時代劇」 |
| 2002   | 等一年半                                  | 等一年半                                                  | 日本電視台                | 浅野裕子（須村里子） 布施博（須村要吉） 丘美津子（高森瀧子）              | 「星期二冒險劇場」 |
| 2002   | 蹲點                                      | 蹲點                                                      | 朝日電視台                | 北野武（柚木） 緒形直人（下岡） 鶴田真由（横川貞子）                      | 第57屆文化廳藝術節参加作品 第39屆銀河獎奨励獎獲獎作品 北野武特別劇 |
| 2002   | 死馬                                      | 死馬                                                      | TBS                       | 片瀨梨乃（池野三沙子） 萩原聖人（秋岡辰夫） 酒井美紀（田所亞紀）          | |
| 2002   | 事故                                      | 事故                                                      | 日本電視台                | 古谷一行（田中幸雄） 齊藤慶子（山西美保） 十朱幸代（田中久子）            | 「星期二冒險劇場」 |
| 2002   | 家紋                                      | 家紋 （死之枝）                                           | 東京電視台 BS Japan       | 岸本加世子（生田雪代/生田美奈子） 大地康雄（松野滋） 泉平子（阿房）       | 第40屆銀河獎奨励獎獲獎作品 「女與愛的冒險」 松本清張逝世十週年特別企劃作品 |
| 2002   | 黑色奔流                                  | 種族同盟                                                  | 朝日電視台                | 渡瀨恒彦（矢口孝） 片平渚（矢口杏子） 純名里沙（岡橋由基子）              | 「星期六Wide劇場」25周年紀念 松本清張逝世十週年特別企劃作品 |
| 2002   | 鬼畜                                      | 鬼畜                                                      | 日本電視台                | 北野武（竹中保夫） 黑木瞳（竹中春江） 室井滋（小出昌代）                  | 日本電視台開設50周年紀念 「星期二冒險劇場」1000集紀念作品 第57屆文化廳藝術節参加作品 |
| 2002   | 不安                                      | 不安                                                      | 東京電視台 BS Japan       | 中村雅俊（仙川兼作） 牧瀨里穗（平井綾） 名取裕子（仙川加奈子）            | 「女與愛的冒險」 松本清張逝世十週年企劃作品 |
| 2003   | 疑惑                                      | 疑惑                                                      | 朝日電視台                | 佐藤浩市（秋谷茂一） 余貴美子（白河球磨子） 中村嘉葎雄（佐原直吉）        | 「星期六Wide劇場」25周年紀念 松本清張逝世十週年特別企劃作品 |
| 2003   | 霧之旗                                    | 霧之旗                                                    | TBS                       | 古谷一行（大塚欽三） 星野真里（柳田桐子） 多岐川裕美（河野径子）          | |
| 2003   | 喪失的儀禮                                | 喪失的儀禮                                                | 東京電視台 BS Japan       | 泉平子（萩原和枝） 大地康雄（大塚利夫） 萩原流行（小池為吉）              | 「女與愛的冒險」 |
| 2004   | 砂之器                                    | 砂之器                                                    | TBS                       | 中居正廣（和賀英良） 松雪泰子（成瀨麻美） 渡邊謙（今西修一郎）            | 「星期天劇場」、共11集 平均收視率19.6%、最高收視率26.3% 龍居由佳里入圍第12屆橋田獎 |
| 2004   | 黑色回廊                                  | 黑色回廊                                                  | 日本電視台                | 賀来千香子（土方悦子） 船越英一郎（門田良平） 島田楊子（江木奈岐子）      | 日本電視台開設50周年紀念 |
| 2004   | 證言                                      | 證言                                                      | 朝日電視台                | 東山紀之（石野貞一郎） 萩原健一（奥平為雄） 渡邊一惠（鴻上貴史）          | 「星期六Wide劇場」 朝日電視台開設45周年紀念 |
| 2004   | 殺意                                      | 殺意                                                      | TBS                       | 高島礼子（琴塚七海） 伊東四朗（琴塚豐彦） 賀集利樹                        | 「星期一Mystery劇場」 |
| 2004   | 黑色皮革手冊                              | 黑色皮革手冊                                              | 朝日電視台                | 米倉涼子（原口元子） 仲村亨（安島富夫） 釋由美子（山田波子）              | 共7集 第22屆ATP獎電視劇部門最優秀獎獲獎作品 |
| 2005   | 黑色畫集～繩子                            | 繩子                                                      | 東京電視台 BS Japan       | 余貴美子（梅田静代） 大地康雄（田村聰介） 内藤剛志（梅田安太郎）          | 「女與愛的冒險」4周年紀念特集 |
| 2005   | 被轉交的場面                              | 被轉交的場面                                              | 東京電視台 BS Japan       | 三浦友和（香春銀作） 佐野史郎（下坂一夫） 高岡早紀（真野信子）            | 「星期三Mystery9」 |
| 2005   | 黑色皮革手冊特集～白色黑暗                | 白色黑暗                                                  | 朝日電視台                | 米倉涼子（原口元子） 豐原功補（尾關清一） 岡本健一（高瀨俊吉）            | 「星期六Wide劇場」 內容與《黑色皮革手冊》基本無關 |
| 2005   | 黑色樹海                                  | 黑色樹海                                                  | 富士電視台                | 菊川怜（笠原祥子） 豐原功補（吉井貴志） 佐藤仁美（町田知枝）              | 「星期五娛樂劇場」 |
| 2006   | 獸道                                      | 獸道                                                      | 朝日電視台                | 米倉涼子（成澤民子） 佐藤浩市（小瀧章二郎） 仲村亨（久恒春樹）            | 共9集 |
| 2006   | 手指                                      | 手指                                                      | 日本電視台                | 後藤真希（福江弓子） 高岡早紀（北岡美穗） 萬田久子（生方恒子）            | 「DRAMA COMPLEX」 |
| 2006   | 共犯者                                    | 共犯者                                                    | 日本電視台                | 賀来千香子（内堀江梨子） 室井滋（若杉千香子） 豐田真帆（町田夏海）        | 「DRAMA COMPLEX」 |
| 2006   | 強大的螞蟻                                | 強大的螞蟻                                                | 東京電視台 BS Japan       | 若村麻由美（澤田伊佐子） 津川雅彦（澤田信弘） 星野真里（宮原素子）        | 「星期三Mystery9」 |
| 2006   | 蒼白描點                                  | 蒼白描點                                                  | 富士電視台                | 菊川怜（椎原典子） 田邊誠一（崎野龍夫） 黑田福美（村谷阿沙子）            | 「星期五娛樂劇場」 |
| 2006   | 波之塔                                    | 波之塔                                                    | TBS                       | 麻生祐未（結城賴子） 小泉孝太郎（小野木喬夫） 津川雅彦（朝倉庸夫）        | |
| 2007   | 壞傢伙們                                  | 壞傢伙們                                                  | 朝日放送 朝日電視台       | 米倉涼子（寺島豐美） 上川隆也（戶谷信一） 北村一輝（下見澤作雄）          | 共8集 |
| 2007   | 買地方報紙的女人                          | 買地方報紙的女人                                          | 日本電視台                | 内田有紀（潮田芳子） 高嶋政伸（杉本隆治） 秋野暢子（村木圭子）            | 「星期二黃金劇場」 |
| 2007   | 點與線                                    | 點與線                                                    | 朝日電視台                | 北野武（鳥飼重太郎） 高橋克典（三原紀一） 内山理名（鳥飼艶子）            | 共2集 第62屆文化廳藝術節大獎獲獎作品 第1屆東京電視劇獎大獎·導演獎·特別獎獲獎作品 第45屆銀河獎奨励獎獲獎作品 ※2009年改編為「松本清張誕辰100週年紀念特別版」播出 |
| 2007   | 殺人行奥之細道                            | 殺人行奥之細道                                            | 富士電視台                | 菊川怜（倉田麻佐子） 細川茂樹（西村五郎） 床嶋佳子（芦名隆子）            | 「星期五Prestage」 |
| 2007   | 被塗掉的書本                              | 被塗掉的書本                                              | TBS                       | 澤口靖子（紺野美也子） 勝村政信（紺野卓一） 吹越滿（青沼禎一郎）          | 「星期一黃金劇場」 |
| 2008   | 不在場宴会                                | 不在場宴会 （死之枝）                                     | 東京電視台 BS Japan       | 三浦友和（魚住一郎） 平田滿（鶴原） 六平直政（松島）                      | 「星期三Mystery9」 |
| 2009   | 疑惑                                      | 疑惑                                                      | 朝日電視台                | 田村正和（佐原卓吉） 澤口靖子（白川球磨子） 室井滋（秋谷容子）            | 朝日電視台開設50周年紀念 松本清張誕辰100年紀念 |
| 2009   | 黑色奔流                                  | 種族同盟                                                  | 東京電視台 BS Japan       | 船越英一郎（丹羽修造） 賀来千香子（丹羽瞳） 星野真里（横山理惠）          | 「星期三Mystery9」 |
| 2009   | 車站路                                    | 車站路                                                    | 富士電視台                | 役所廣司（呼野刑警） 深津繪里（福村慶子） 木村多江（福村芳子）            | 劇本：向田邦子 第47屆銀河獎奨励獎獲獎作品 「星期六Premium」、松本清張誕辰100年紀念 |
| 2009   | 夜光階梯                                  | 夜光階梯                                                  | 朝日電視台                | 藤木直人（佐山道夫） 木村佳乃（枝村幸子） 夏川結衣（福地藤子）            | 共9集 松本清張誕辰100年特別節目 |
| 2009   | 中央流沙                                  | 中央流沙                                                  | TBS 毎日放送              | 和央葉華（倉橋節子） 石黑賢（倉橋豐） 片瀨梨乃（堀田真紀子）              | 松本清張誕辰100年特別節目 |
| 2009   | 火與汐                                    | 火與汐                                                    | TBS                       | 寺尾聰（熊代繁） 山本耕史（東和彦） 渡部篤郎（芝村健介）                  | 松本清張誕辰100年特別節目 |
| 2009   | 臉                                        | 臉                                                        | NHK                       | 谷原章介（井野良吉） 原田夏希（山田美也子/葉山瞳） 高橋和也（石岡貞三郎） | 松本清張誕辰100年特別節目 |
| 2010   | 山峡之章                                  | 山峡之章                                                  | 富士電視台                | 菊川怜（朝川昌子） 岡田義德（吉木信弘） 平岳大（堀澤英夫）                | 「星期五Prestage」 |
| 2010   | 霧之旗                                    | 霧之旗                                                    | 日本電視台                | 市川海老藏（大塚欽也） 相武紗季（柳田桐子） 東貴博（阿部啟一）            | 松本清張誕辰100年特別節目 |
| 2010   | 書法教師                                  | 書法教師                                                  | 日本電視台                | 船越英一郎（川上克次） 杉本彩（勝村久子） 荻野目慶子（神谷文子）          | 劇本：詹姆斯·三木 松本清張誕辰100年特別節目 |
| 2010   | 球形荒野                                  | 球形荒野                                                  | 富士電視台                | 田村正和（野上顯一郎） 江口洋介（鈴木次郎） 生田斗真（添田彰一）          | 劇本：君塚良一 第65屆文化廳藝術節參加作品 2夜連続放送、「星期五Prestage」·「星期六Premium」 |
| 2010   | 等一年半                                  | 等一年半                                                  | BS-TBS                    | 夏川結衣（須村里子） 市原悦子（高森瀧子） 清水美沙（脇田静代）            | 第48屆銀河獎奨励獎獲獎作品 BS-TBS開設10周年紀念 |
| 2011   | 砂之器                                    | 砂之器                                                    | 朝日電視台                | 玉木宏（吉村弘） 中谷美紀（山下洋子） 佐佐木藏之介（和賀英良）            | 東京電視劇獎作品獎單集劇部門優秀獎獲獎作品 共2集 |
| 2011   | 蹲點                                      | 蹲點                                                      | 東京電視台                | 若村麻由美（横川佐和子） 小泉孝太郎（柚木哲平） 鹽見三省（横川仙太郎）    | 「星期三Mystery9」 |
| 2011   | 買盆栽植物的女人                          | 買盆栽植物的女人                                          | 東京電視台                | 余貴美子（上濱楢江） 田中哲司（杉浦淳一） 泉平子（岸田茂子）              | 「星期三Mystery9」 |
| 2011   | 未曾聽聞的場所                            | 未曾聽聞的場所                                            | 東京電視台                | 名取裕子（浅井恒子） 金田明夫（沼袋潔） 酒井美紀（久保孝子）              | 「星期三Mystery9」 |
| 2012   | 市長死了                                  | 市長死了                                                  | 富士電視台                | 反町隆史（笠木公藏） 木村多江（藤島芳子） 倍賞美津子（手塚寿美子）        | 松本清張逝世20年特別企劃作品 |
| 2012   | 波之塔                                    | 波之塔                                                    | 朝日電視台                | 澤村一樹（小野木喬夫） 羽田美智子（結城賴子） 鹿賀丈史（結城庸夫）        | 松本清張逝世20年特別企劃作品 |
| 2012   | 危險斜面                                  | 危險斜面                                                  | 富士電視台                | 渡部篤郎（秋場文作） 長谷川京子（野關利江） 溝端淳平（沼田仁一）          | 松本清張逝世20年特別企劃作品 |
| 2012   | 疑惑                                      | 疑惑                                                      | 富士電視台                | 常盤貴子（佐原千鶴） 尾野真千子（白河球磨子） 柄本明（白河福太郎）        | 「星期五Prestage」 松本清張逝世20年特別企劃作品 |
| 2012   | 事故〜黑色畫集〜                          | 事故                                                      | 東京電視台                | 高橋克實（高田京太郎） 京野琴美（濱口亞紀子） 近藤芳正（田中幸雄）        | 「星期三Mystery9」 松本清張逝世20年特別企劃作品 |
| 2012   | 十万分之一的偶然                          | 十万分之一的偶然                                          | 朝日電視台                | 田村正和（山内正平） 中谷美紀（山内明子） 高嶋政伸（山鹿恭一）            | 朝日電視台開設55周年紀念 |
| 2012   | 熱空氣                                    | 熱空氣                                                    | 朝日電視台                | 米倉涼子（河野信子） 余貴美子（稻村春子） 段田安則（稻村達也）            | 朝日電視台開設55周年紀念 |
| 2013   | 寒流                                      | 寒流                                                      | TBS                       | 椎名桔平（沖野一郎） 芦名星（前川奈美） 石黑賢（桑山英己）                | 「星期一黃金劇場」 松本清張逝世20年特別作品 |
| 2013   | 空門事件                                  | 空門事件                                                  | 東京電視台                | 寺尾聰（石子隆明） 柄本佑（槙原秀則） 野村宏伸（栗山敏夫）                | 「星期三Mystery9」 松本清張逝世20年特別企劃作品 |
| 2013   | 臉                                        | 臉                                                        | 富士電視台                | 松雪泰子（小暮涼子） 田中麗奈（瀨川真奈美） 坂口憲二（飯村恭三）          | 富士電視台開設55周年特別節目 |
| 2014   | 三億日圓搶劫案                            | 小說 3億圓事件                                            | 朝日電視台                | 田村正和（武田秀哉） 手越祐也（濱野健次） 北乃綺（小林由佳）              | 朝日電視台開設55周年紀念 |
| 2014   | 黑色福音                                  | 黑色福音                                                  | 朝日電視台                | 北野武（藤澤六郎） 竹内結子（江原泰子） 瑛太（市村由孝）                  | 第51屆銀河獎奨励獎獲獎作品 「星期天娛樂劇場」 朝日電視台開設55周年紀念 |
| 2014   | 球形荒野                                  | 球形荒野                                                  | BS日本                    | 木村佳乃（野上久美子） 寺尾聰（野上顯一郎） 武田真治（添田彰一）          | |
| 2014   | 壞傢伙們                                  | 壞傢伙們                                                  | BS日本                    | 船越英一郎（戶谷信一） 室井滋（寺島豐美） 平山綾（槇村隆子）              | |
| 2014   | 時間的習俗                                | 時間的習俗                                                | 富士電視台                | 内野聖陽（三原紀一） 津川雅彦（鳥飼重太郎） 加藤雅也（峰岡周一）          | 富士電視台開設55周年特別節目 |
| 2014   | 死之發送                                  | 死之發送                                                  | 富士電視台                | 向井理（底井武八） 比嘉愛未（津村亞紀） 寺尾聰（山崎治郎）                | 富士電視台開設55周年特別節目 |
| 2014   | 強大的螞蟻                                | 強大的螞蟻                                                | 東京電視台                | 米倉涼子（澤田伊佐子） 橋爪功（宮原素子） 高嶋政伸（佐伯義雄）            | 東京電視台開設50周年特別節目 |
| 2014   | 坡道的房子                                | 坡道的房子                                                | 朝日電視台                | 尾野真千子（杉田梨枝子） 柄本明（寺島吉太郎） 小澤征悦（川添直樹）        | 柄本明獲得第41屆放送文化基金獎優秀獎、演技獎 |
| 2014   | 霧之旗                                    | 霧之旗                                                    | 朝日電視台                | 堀北真希（柳田桐子） 椎名桔平（大塚欽三） 木村佳乃（河野径子）            | |
| 2015   | 黑色畫集-草-                              | 草                                                        | 東京電視台                | 村上弘明（沼田一郎） 剛力彩芽（沼田亞衣） 陣内孝則（桐嶋英司）            | 東京電視台開設50周年特別企劃作品 |
| 2015   | 流人騷動                                  | 流人騷動 （無宿人別帳）                                   | BS Japan                  | 武田真治（忠五郎） 福田沙紀（楠） 渡邊一惠（覺明）                        | 「松本清張Mystery時代劇」第1話 |
| 2015   | 七種粥                                    | 七種粥 （紅色印刷的江戶流言）                             | BS Japan                  | 星野真里（千勢） 田中幸太朗（忠助） 布施博（庄兵衛）                      | 「松本清張Mystery時代劇」第2話 |
| 2015   | 演員繪畫                                  | 演員繪畫 （紅色印刷的江戶流言）                           | BS Japan                  | 雛形明子（阿蝶） 松田悟志（宗太） 宅間孝行（文五郎）                      | 「松本清張Mystery時代劇」第3話 |
| 2015   | 左臂                                      | 左臂 （無宿人別帳）                                       | BS Japan                  | 升毅（卯助） 宮武美櫻（阿秋） 津田寬治（麻吉）                            | 「松本清張Mystery時代劇」第4話 |
| 2015   | 大黑屋                                    | 大黑屋 （彩色江戸切絵図）                                 | BS Japan                  | 鹽谷瞬（幸八） 千田光雄（惣兵衛） 橘實里（須手）                          | 「松本清張Mystery時代劇」第5話 |
| 2015   | 山椒魚                                    | 山椒魚 （彩色江戸切絵図）                                 | BS Japan                  | 宮地真緒（阿種） 落合扶樹（庄太） 拉沙爾·石井（源八）                     | 「松本清張Mystery時代劇」第6話 |
| 2015   | 影之地帶                                  | 影之地帶                                                  | TBS                       | 谷原章介（田代圭介） 上川隆也（久野正一） 岡本玲（木崎香織）              | 「星期一黃金劇場」 |
| 2015   | 逃亡                                      | 逃亡 （無宿人別帳）                                       | BS Japan                  | 阿部力（吉助） 元冬樹（新平） 谷内里早（阿松）                            | 「松本清張Mystery時代劇」第7話 |
| 2015   | 大山參拜                                  | 大山參拜 （彩色江戸切絵図）                               | BS Japan                  | 袴田吉彦（兵助） 寺島咲（阿筆） 重松隆志（天順）                          | 「松本清張Mystery時代劇」第8話 |
| 2015   | 虎                                        | 虎 （紅色印刷的江戶流言）                                 | BS Japan                  | 内田朝陽（与助/庄吉） 山口亞由美（阿梅） 小宮有紗（阿澄）                 | 「松本清張Mystery時代劇」第9話 |
| 2015   | 雨與河流的聲音                            | 雨與河流的聲音 （無宿人別帳）                             | BS Japan                  | 鳥羽潤（与太郎） 松村雄基（市助） 仁科貴（房吉）                          | 「松本清張Mystery時代劇」第10話 |
| 2015   | 紅猫                                      | 紅猫 （無宿人別帳）                                       | BS Japan                  | 金子昇（平吉） 鄧肯（新八） 森田涼花（阿娟）                              | 「松本清張Mystery時代劇」第11話 |
| 2015   | 回到小鎮之島                              | 回到小鎮之島 （無宿人別帳）                               | BS Japan                  | 國廣富之（仁藏） 野村佑香（阿時） 由紀良一（千助）                        | 「松本清張Mystery時代劇」第12話 |
| 2015   | 共犯者                                    | 共犯者                                                    | 東京電視台                | 觀月亞里莎（内堀美輪） 山本耕史（町田武治） 仲里依紗（竹岡良子）          | |
| 2016   | 買地方報紙的女人 〜作家·杉本隆治的推理    | 買地方報紙的女人                                          | 朝日電視台                | 田村正和（杉本隆治） 內田有紀（潮田芳子） 水川麻美（田坂藤子）            | |
| 2016   | 黑色樹海                                  | 黑色樹海                                                  | 朝日電視台                | 北川景子（笠原祥子） 向井理（吉井亮一） 澤村一樹（西脇滿太郎）            | |
| 2016   | 喪失的儀禮                                | 喪失的儀禮                                                | 東京電視台                | 村上弘明（大塚京介） 剛力彩芽（田村美咲） 陣内孝則（須田浩平）            | |
| 2016   | 蜉蝣繪圖                                  | 蜉蝣繪圖                                                  | 富士電視台                | 米倉涼子（阿縫/登美） 山本耕史（島田新之助） 夏川結衣（豐春）             | 「星期五Premium」 |
| 2016   | 等一年半                                  | 等一年半                                                  | 富士電視台                | 菊川怜（高森瀧子） 石田光（須村里子） 雛形明子（脇田静代）                | 劇本：詹姆斯·三木 「星期五Premium」 |
| 2017   | 沒有花實的森林                            | 沒有花實的森林                                            | 東京電視台                | 東山紀之（梅木隆介） 中山美穗（江藤美由紀） 小澤征悦（楠尾英通）          | |
| 2017   | 誤差                                      | 誤差                                                      | 東京電視台                | 村上弘明（山岡慶一郎） 剛力彩芽（伊崎美里） 陣内孝則（立花亮介）          | |
| 2017   | 黑色皮革手冊                              | 黑色皮革手冊                                              | 朝日電視台                | 武井咲（原口元子） 江口洋介（安島富夫） 仲里依紗（山田波子）              | 共8集 「星期四電視劇」 |
| 2017   | 鬼畜                                      | 鬼畜                                                      | 朝日電視台                | 玉木宏（竹中宗吉） 常盤貴子（竹中梅子） 木村多江（山田菊代）              | |
| 2018   | 犯罪的回送                                | 犯罪的回送                                                | 東京電視台                | 村上弘明（田代俊一郎） 陣内孝則（小森修司） 鈴木保奈美（有島澄江）        | |
| 2019   | 疑惑                                      | 疑惑                                                      | 朝日電視台                | 米倉涼子（佐原卓子） 黑木華（白河球磨子） 津川雅彦（原山正雄）            | 朝日電視台開設60周年紀念 「星期天Prime」 |
| 2019   | 砂之器                                    | 砂之器                                                    | 富士電視台                | 東山紀之（今西榮太郎） 中島健人（和賀英良/本浦秀夫） 柄本明（本浦千代吉） | 富士電視台開設60周年紀念劇 |
| 2022   | 松本清張「眼之壁」                        | 眼之壁                                                    | WOWOW                     | 室剛（奈良健市） 佐藤隆太（石岡征則）                                     | |
| 2024   | 松本清張特別電視劇「顏」                  | 臉                                                        | 朝日電視台                | 武井咲（井野聖良） 後藤久美子（石岡弓子）                                 | 劇本：淺野妙子 |
| 2024   | 松本清張特別電視劇「玻璃城」              | 玻璃城                                                    | 朝日電視台                | 波瑠（的場郁子） 木村佳乃（三上田鶴子）                                   | 劇本：大森美香 |
| 2025   | 天城山奇案                                | 天城山奇案                                                | NHK BSP4K NHK BS NHK BS8K | 生田繪梨花（大塚花）                                                      | 劇本：羽原大介 |

### 電影
| 初次放映日期    | 電影名                  | 原作品                | 出品公司 | 劇本                                | 導演       | 攝影       | 音樂                | 主要演員（角色）                                                                                  |
| --------------- | ----------------------- | --------------------- | -------- | ----------------------------------- | ---------- | ---------- | ------------------- | ------------------------------------------------------------------------------------------------- |
| 1957年 1月22日  | 臉                      | 臉                    | 松竹     | 井手雅人 瀨川昌治                   | 大曾根辰保 | 石本秀雄   | 黛敏郎              | 岡田茉莉子（水原秋子） 大木實（石岡三郎） 笠智眾（長谷川刑警） 宮城千賀子（三村容子）             |
| 1958年 1月15日  | 蹲點                    | 蹲點                  | 松竹     | 橋本忍                              | 野村芳太郎 | 井上晴二   | 黛敏郎              | 宮口精二（下岡刑警） 菅井琴（下岡滿子） 大木實（柚木刑警） 高千穗火鶴（高倉弓子）                 |
| 1958年 10月15日 | 眼之壁                  | 眼之壁                | 松竹     | 高岩肇                              | 大庭秀雄   | 厚田雄春   | 池田正義            | 佐田啟二（萩崎龍雄） 鳳八千代（上崎繪津子） 朝丘雪路（永井章子） 高野真二（田村滿吉）             |
| 1958年 10月22日 | 共犯者                  | 共犯者                | 大映     | 高岩肇                              | 田中重雄   | 渡邊公夫   | 古關裕而            | 根上淳（内堀彦介） 船越英二（竹岡良一） 高松英郎（町田武治） 叶順子（吉澤雅惠）                   |
| 1958年 10月22日 | 無影之聲                | 聲音                  | 日活     | 秋元隆太 佐治乾                     | 鈴木清順   | 永塚一榮   | 林光                | 二谷英明（石川汎） 南田洋子（小谷朝子） 高原駿雄（小谷茂雄） 宍戶錠（濱崎）                       |
| 1958年 11月11日 | 點與線                  | 點與線                | 東映     | 井手雅人                            | 小林恒夫   | 藤井静     | 木下忠司            | 南廣（三原紀一） 山形勳（安田辰郎） 高峰三枝子（安田亮子） 加藤嘉（鳥飼重太郎）                   |
| 1959年 9月27日  | 蜉蝣繪圖                | 蜉蝣繪圖              | 大映     | 衣笠貞之助 犬塚稔                   | 衣笠貞之助 | 渡邊公夫   | 齋藤一郎            | 市川雷藏（島田新之助） 山本富士子（登美/豐春） 瀧澤修（中野石翁） 柳永二郎（德川家齊）            |
| 1959年 12月16日 | 危險的女人              | 買地方報紙的女人      | 日活     | 原源一                              | 若杉光夫   | 井上莞     | 林光                | 渡邊美佐子（潮田芳子） 下元勉（潮田正雄） 蘆田伸介（杉本隆吉） 大瀧秀治（庄田咲次）               |
| 1960年 3月13日  | 黑色畫集-某上班族的證言 | 證言                  | 東寶     | 橋本忍                              | 堀川弘通   | 中井朝一   | 池野成              | 小林桂樹（石野貞一郎） 中北千枝子（石野邦子） 平山瑛子（石野君子） 原知佐子（梅谷千惠子）         |
| 1960年 10月30日 | 波之塔                  | 波浪之塔              | 松竹     | 澤村勉                              | 中村登     | 平瀨静雄   | 武滿徹              | 南原宏治（結城庸雄） 有馬稻子（結城賴子） 津川雅彦（小野木喬夫） 桑野美由紀（田澤輪香子）         |
| 1960年 12月14日 | 黑色樹海                | 黑色樹海              | 大映     | 長谷川公之 石松愛弘                 | 原田治夫   | 小林節雄   | 大森盛太郎          | 叶順子（笠原祥子） 水木麗子（笠原信子） 藤卷潤（吉井正己） 根上淳（妹尾郁夫）                     |
| 1961年 3月19日  | 零之焦點                | 零之焦點              | 松竹     | 橋本忍 山田洋次                     | 野村芳太郎 | 川又昂     | 芥川也寸志          | 久我美子（鵜原禎子） 高千穗火鶴（室田佐知子） 有馬稻子（田沼久子） 南原宏治（鵜原憲一）           |
| 1961年 6月17日  | 黑色畫集-遇難           | 遇難                  | 東寶     | 石井輝男                            | 杉江敏男   | 黑田德三   | 神津善行            | 伊藤久哉（江田昌利） 和田孝（浦橋吾一） 兒玉清（岩瀨秀雄） 香川京子（岩瀨真佐子）                 |
| 1961年 9月23日  | 黃色風土                | 黃色風土              | 新東映   | 高岩肇                              | 石井輝男   | 星島一郎   | 木下忠司            | 鶴田浩二（若宮四郎） 丹波哲郎（木谷啟介） 佐久間良子（有蘭花香氣的女人） 柳永二郎（島内輝秋）     |
| 1961年 11月12日 | 黑色畫集-第二話 寒流    | 寒流                  | 東寶     | 若尾德平                            | 鈴木英夫   | 逢澤讓     | 齋藤一郎            | 池部良（沖野一郎） 荒木道子（沖野淳子） 吉岡惠子（沖野美佐子） 新珠三千代（前川奈美）             |
| 1962年 5月16日  | 思考的樹葉              | 思考的樹葉            | 東映     | 棚田吾郎                            | 佐藤肇     | 仲澤半次郎 | 菊池俊輔            | 鶴田浩二（井上代造） 磯村綠（井上美沙子） 江原真二郎（崎津弘吉） 木村功（板倉彰英）               |
| 1963年 1月27日  | 無宿人別帳              | 無宿人別帳 佐渡流人行 | 松竹     | 小国英雄                            | 井上和男   | 堂脇博     | 池田正義            | 佐田啟二（宗像弥十郎） 岡田茉莉子（久美） 田村高廣（横内主膳） 二本柳寬（黑塚喜助）               |
| 1963年 2月17日  | 風之視線                | 風之視線              | 松竹     | 楠田芳子                            | 川頭義郎   | 荒野諒一   | 木下忠司            | 園井啟介（奈津井久夫） 岩下志麻（野野村千佳子） 山内明（龍崎重隆） 新珠三千代（龍崎亞矢子）       |
| 1965年 1月23日  | 沒有花實的森林          | 沒有花實的森林        | 大映     | 舟橋和郎                            | 富本壮吉   | 小原讓治   | 池野成              | 若尾文子（江藤美由紀） 園井啟介（梅木隆介） 江波杏子（節子） 船越英二（濱田弘）                   |
| 1965年 5月28日  | 霧之旗                  | 霧之旗                | 松竹     | 橋本忍                              | 山田洋次   | 高羽哲夫   | 佐藤勝              | 倍賞千惠子（柳田桐子） 露口茂（柳田正夫） 瀧澤修（大塚欽三） 逢初夢子（大塚芳子）                 |
| 1965年 9月5日   | 獸道                    | 獸道                  | 東寶     | 白坂依志夫 須川榮三                 | 須川榮三   | 福澤康道   | 武滿徹              | 池内淳子（成澤民子） 森塚敏（成澤寬次） 池部良（小瀧章二郎） 小林桂樹（久恒義三）                 |
| 1969年 2月15日  | 愛的羈絆                | 不安                  | 東寶     | 小川英 坪島孝                       | 坪島孝     | 内海正治   | 廣瀨健次郎          | 藤田誠（鈴木良平） 原知佐子（鈴木早苗） 吉田優香（鈴木美奈） 園麻里（平井雪子）                   |
| 1970年 6月6日   | 影之車                  | 潜在光景              | 松竹     | 橋本忍                              | 野村芳太郎 | 川又昴     | 芥川也寸志          | 加藤剛（濱島幸雄） 岩下志麻（小磯泰子） 小川真由美（濱島啟子） 岩崎加根子（幸雄之母）             |
| 1971年 2月10日  | 内海之輪                | 内海之輪              | 松竹     | 山田信夫 宮内婦貴子                 | 齋藤耕一   | 竹村博     | 服部克久            | 岩下志麻（西田美奈子） 中尾彬（江村宗三） 三國連太郎（西田慶太郎） 富永美沙子（川北政代）         |
| 1972年 9月9日   | 黑色奔流                | 種族同盟              | 松竹     | 国弘威雄 渡邊祐介                   | 渡邊祐介   | 小杉正雄   | 渡邊宙明            | 山崎努（矢野武） 岡田茉莉子（貝塚藤江） 谷口香（岡橋由基子） 松村達雄（若宮正道）                 |
| 1974年 10月19日 | 砂之器                  | 砂之器                | 松竹     | 橋本忍 山田洋次                     | 野村芳太郎 | 川又昂     | 菅野光亮 芥川也寸志 | 丹波哲郎（今西榮太郎） 森田健作（吉村弘） 加藤剛（和賀英良/本浦秀夫） 加藤嘉（本浦千代吉）        |
| 1975年 2月1日   | 不訴                    | 不訴                  | 東寶     | 山田信夫                            | 堀川弘通   | 福澤康道   | 佐藤勝              | 青島幸男（木谷省吾） 江波杏子（濱島篠） 渡邊文雄（木谷芳太） 悠木千帆（木谷春子）                 |
| 1975年 6月7日   | 球形荒野                | 球形荒野              | 松竹     | 星川清司 貞永方久                   | 貞永方久   | 坂本典隆   | 佐藤勝              | 蘆田伸介（野上顯一郎） 乙羽信子（野上孝子） 島田楊子（野上久美子） 竹脇無我（添田彰一）           |
| 1977年 12月17日 | 霧之旗                  | 霧之旗                | 東寶     | 服部佳                              | 西河克己   | 前田米造   | 佐藤勝              | 山口百惠（柳田桐子） 三浦友和（阿部啟一） 關口宏（柳田正夫） 三國連太郎（大塚欽三）               |
| 1978年 10月7日  | 鬼畜                    | 鬼畜                  | 松竹     | 井手雅人                            | 野村芳太郎 | 川又昂     | 芥川也寸志          | 岩下志麻（阿梅） 緒形拳（竹下宗吉） 岩瀨浩規（利一） 蟹江敬三（阿久津）                           |
| 1980年 6月28日  | 壞傢伙們                | 壞傢伙們              | 松竹     | 井手雅人                            | 野村芳太郎 | 川又昂     | 芥川也寸志          | 片岡孝夫（戶谷信一） 松坂慶子（槙村隆子） 梶芽衣子（藤島知世） 藤真利子（横武辰子）               |
| 1982年 9月18日  | 疑惑                    | 疑惑                  | 松竹     | 古田求 野村芳太郎                   | 野村芳太郎 | 川又昂     | 芥川也寸志          | 桃井薰（白河球磨子） 岩下志麻（佐原律子） 鹿賀丈史（豐崎勝雄） 柄本明（秋谷茂一）                 |
| 1983年 2月19日  | 天城山奇案              | 天城山奇案            | 松竹     | 三村晴彦 加藤泰                     | 三村晴彦   | 羽方義昌   | 菅野光亮            | 渡瀨恒彦（田島松之丞） 田中裕子（大塚花） 平幹二朗（小野寺建造） 伊藤洋一（少年時代的小野寺建造） |
| 1983年 10月22日 | 迷走地圖                | 迷走地圖              | 松竹     | 古田求 野村芳太郎                   | 野村芳太郎 | 川又昂     | 甲斐正人            | 勝新太郎（寺西正毅） 岩下志麻（寺西文子） 松坂慶子（織部里子） 早乙女愛（波子）                   |
| 1984年 4月14日  | 彩色河流                | 彩色河流              | 松竹     | 三村晴彦 仲倉重郎 加藤泰 野村芳太郎 | 三村晴彦   | 花田三史   | 鏑木創              | 真田廣之（田中讓二） 名取裕子（增田文子） 平幹二朗（井川正治郎） 米倉齊加年（清水四郎太）         |
| 2009年 11月14日 | 零之焦點                | 零之焦點              | 東寶     | 犬童一心 中園健司                   | 犬童一心   | 蔦井孝洋   | 上野耕路            | 廣末涼子（鵜原禎子） 中谷美紀（室田佐知子） 木村多江（田沼久子） 西島秀俊（鵜原憲一）             |

## 獎項
- 1950年 周刊朝日「百萬人的小說」入選三等賞《西鄉紙幣》
- 1951年 第25屆直木獎入圍《西鄉紙幣》
- 1952年 第28屆直木獎入圍《某〈小倉日記〉傳》
- 1953年 第28屆芥川龍之介獎《某〈小倉日記〉傳》
- 1953年 第1屆ALL新人盃佳作第一位〈啾啾吟〉
- 1957年 第10屆日本偵探作家俱樂部賞〈顏〉
- 1959年 第16屆文藝春秋讀者賞《小說帝銀事件》
- 1963年 第5屆日本記者會議賞《日本的黑霧》、《深層海流》、《現代官僚論》
- 1966年 第5屆婦人公論讀者賞《沙漠之鹽》
- 1967年 第1屆吉川英治文學獎《昭和史發掘》、《花冰》、《逃亡》
- 1970年 第18屆菊池寬獎《昭和史發掘》
- 1971年 第3屆小說現代Golden讀者賞〈留守宅事件〉
- 1978年 第29屆NHK放送文化賞
- 1985年 文春Best Mystery 100 第3名《點與線》、第15名《零的焦點》、第53名《砂之器》、第73名《黑色畫集》
- 1990年 89年度朝日賞 社會派推理小說創始、現代史研究

## 外部連結
- 松本清張紀念館 （页面存档备份，存于）（日語）（中文）
- 松本清张在互联网电影资料库（IMDb）上的資料（英文）